# Palmfarne
Die Palmfarne (Cycadales) sind eine der fünf heute lebenden, sehr unterschiedlich großen Gruppen der Samenpflanzen und umfassen etwa 320 Arten. Ihr deutscher Name bezieht sich auf die äußere Erscheinung, die sich durch einen palmenartigen oder unterirdischen Stamm und farnartige Blätter auszeichnet. Da ihre Samenanlagen nicht in Fruchtblättern eingeschlossen sind, gehören sie zu den Nacktsamern. Die weiblichen und männlichen Fortpflanzungsorgane stehen bei den meisten Arten in zapfenartigen Organen und befinden sich stets auf unterschiedlichen Individuen (Diözie).
Palmfarne kommen weltweit in den Tropen vor, fehlen allerdings weitgehend in den tropischen Regenwäldern. Die Nutzung der Stämme als Stärke-Lieferanten war vor allem in der Vergangenheit von Bedeutung, heute sind einige Arten beliebte Zierpflanzen.

## Merkmale

### Sprossachsen
Die Palmfarne bilden zwei Typen von Sprossachsen, baumförmige Stämme und unterirdische Rhizome.
Baumförmige Stämme tragen an ihrem oberen Ende einen Schopf von Blättern und haben somit ein palmähnliches Aussehen. Die Stämme sind meist gedrungen, gerade und unverzweigt. Sie erreichen häufig Wuchshöhen von fünf bis zehn Metern, einige Arten wie Lepidozamia hopei erreichen sogar 15 Meter. Im Alter sind manche Arten niederliegend, felsbewohnende Arten sogar hängend. Durch Bildung von Wurzelschösslingen kann es zu Gruppenbildung kommen.

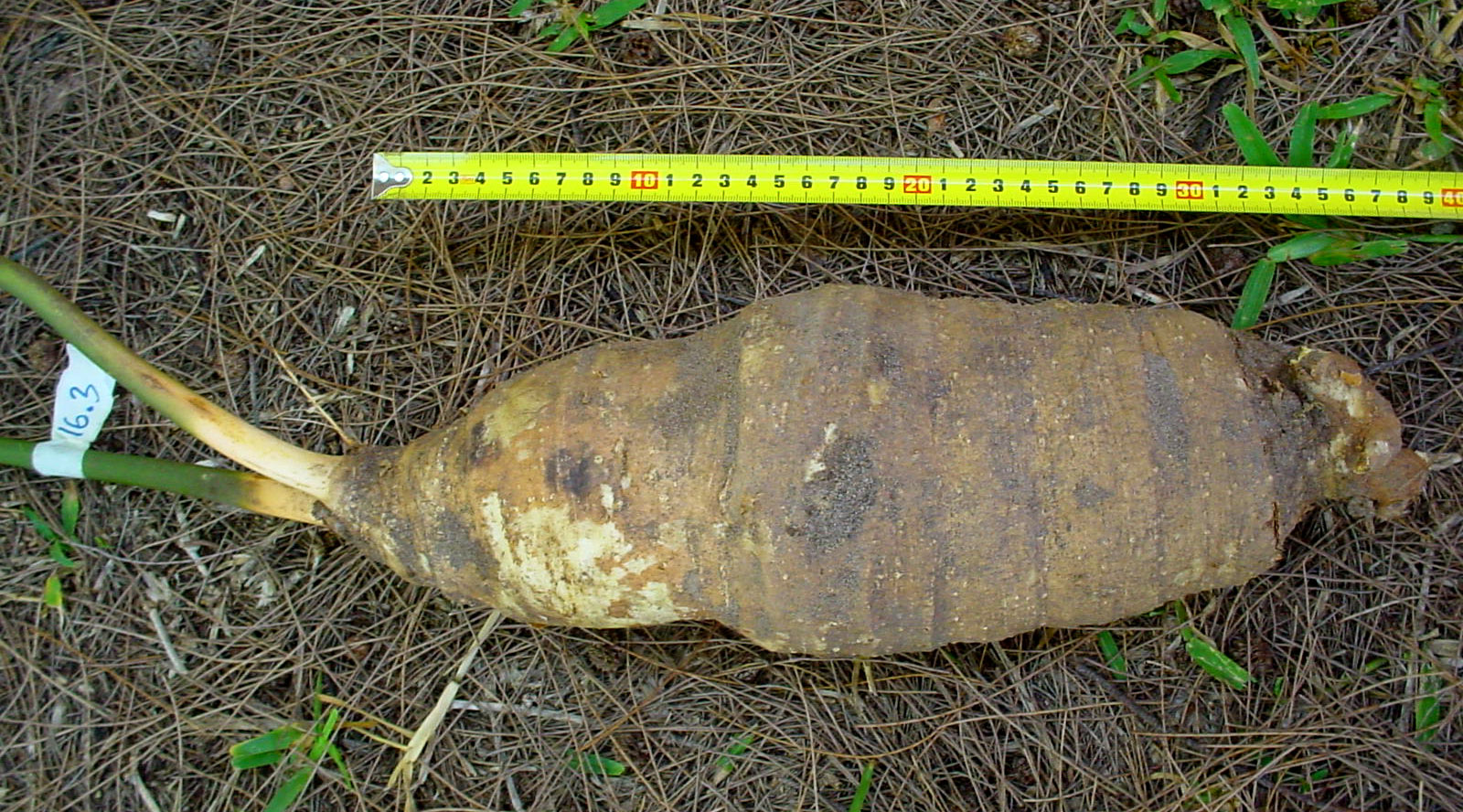
Stangeria eriopus, unterirdischer Knollenstamm

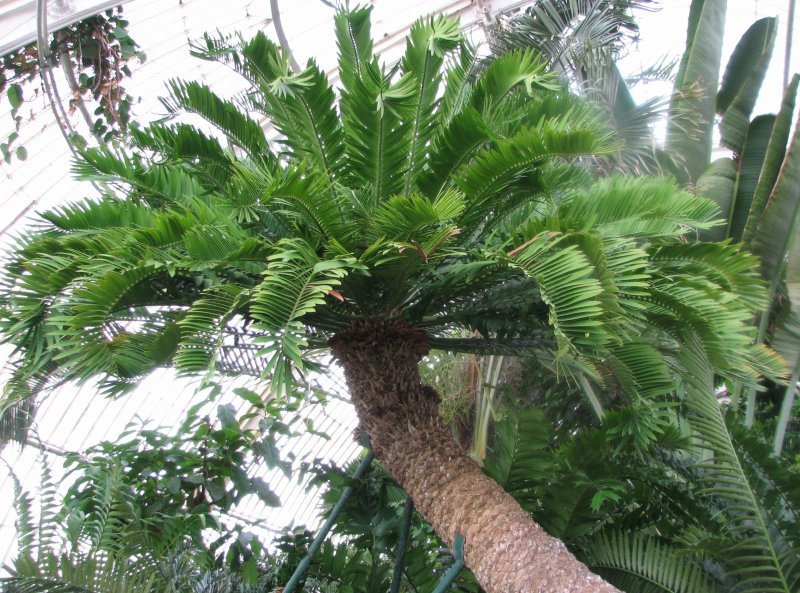
Oberirdischer Stamm von Encephalartos altensteinii

Unterirdische Stämme können knollenförmig sein und besitzen dann keine Blattnarben (bei Bowenia, Chigua, Stangeria und Zamia). Bei anderen Arten bleiben die Blattnarben erhalten (Cycas, Encephalartos und viele Macrozamia-Arten).
Bei vielen Arten sind die Blattbasen stark am Stammaufbau beteiligt. Die Stämme mancher Gattungen und die meisten Blattstiele besitzen die farntypischen Treppentracheiden, vielfach mit Anklängen an Hoftüpfel (araukarioider Typ). Es kommen nur Tracheiden vor, Tracheen fehlen. Das Mark ist sehr ausgeprägt. Es ist teilweise reich an Stärke und dient als Ort zur Speicherung von Reservestoffen.
Der generelle Stammaufbau ist der einer Eustele. Das sekundäre Holz ist nicht sehr ausgeprägt. Es ist reich an Schleimgängen und besitzt sehr breite radiale Markstrahlen (manoxyles Holz). An der Außenseite hingegen liegt wasserführendes Gewebe.
Wenige Arten, wie etwa die Vertreter von Dioon, besitzen ein einziges Kambium. Sie bilden einen einheitlichen Holzzylinder (monoxyler Typ). Andere Vertreter, wie Cycas, Macrozamia und Encephalartos besitzen eine andere Form des sekundären Dickenwachstums: Das erste Kambium stellt seine Tätigkeit ein. Außerhalb des normalen, ersten Holzzylinders bildet sich in der Rinde, außerhalb des primären Phloems, ein Kambium oder auch nacheinander mehrere. Dieses Kambium bildet Xylem und Phloem. So entstehen mehrere Xylemringe (polyxyles Holz). In einigen Fällen wird Phloem auch nach innen abgegeben – ein sehr seltener Fall bei sekundärem Dickenwachstum.
Ein charakteristisches Merkmal, das innerhalb der Nacktsamer nur die Palmfarne aufweisen, sind die Blattspurstränge: Die Leitbündel zumindest einiger Blätter einer Pflanze entspringen auf der dem Blatt abgewandten Stammseite und umlaufen den Stamm gürtelförmig.

### Wurzeln

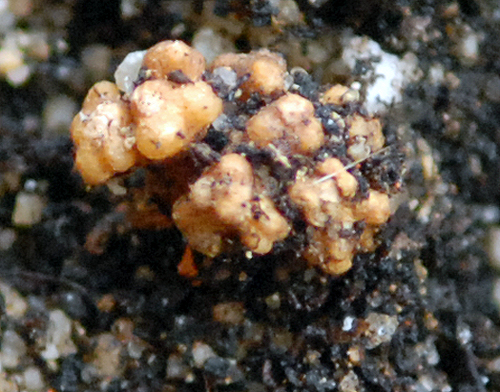
Koralloide Wurzel von Cycas circinalis

Die Primärwurzel der Palmfarne ist eine Pfahlwurzel. Bei Palmfarnen mit unterirdischem Stamm ist die Pfahlwurzel eine kontraktile Wurzel: sie kann den Stamm in den Boden hineinziehen. Sie kompensiert so das Höhenwachstum des Stammes. Bei diesen Arten sind die Wurzeln meist sukkulent und knollenförmig und dienen dem Speichern von Wasser und Reservestoffen.
Bei den baumförmigen Palmfarnen wird die Pfahlwurzel bald durch ein sekundäres, weitreichendes Wurzelsystem ersetzt. Dieses dient auch der Verankerung und Stützung des Stammes. Die Sekundärwurzeln sind schlank, verholzt und haben nur ein geringes Speichervermögen.
Eine dritte Form der Wurzeln sind die koralloiden Wurzeln. Sie kommen bei allen Palmfarnen vor, aber nicht außerhalb der Ordnung, sind also eine Synapomorphie. Dies sind Seitenwurzeln, die seitlich oder nach oben wachsen und kurz unter oder sogar über der Bodenoberfläche sitzen. Sie bilden an ihrem Ende eine knotige Struktur. Diese enthält stickstofffixierende Cyanobakterien aus den Gattungen Nostoc, Calothrix und Anabaena, die den Palmfarnen auch das Wachstum auf sehr unfruchtbaren Böden ermöglichen.
In einigen Gattungen ist auch das Vorkommen von Mykorrhiza nachgewiesen.

### Blätter

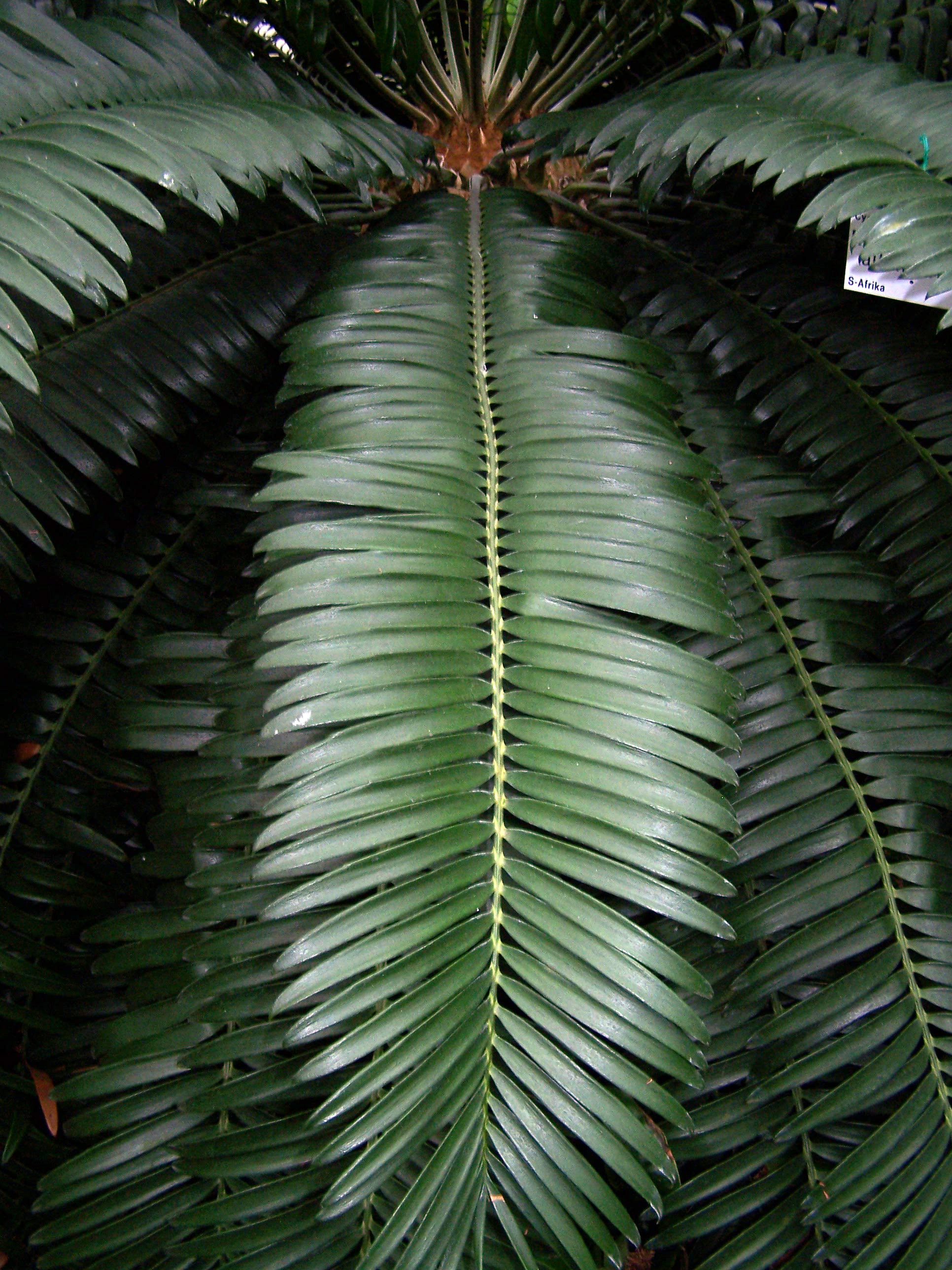
Encephalartos altensteinii, einfach gefiedertes Blatt

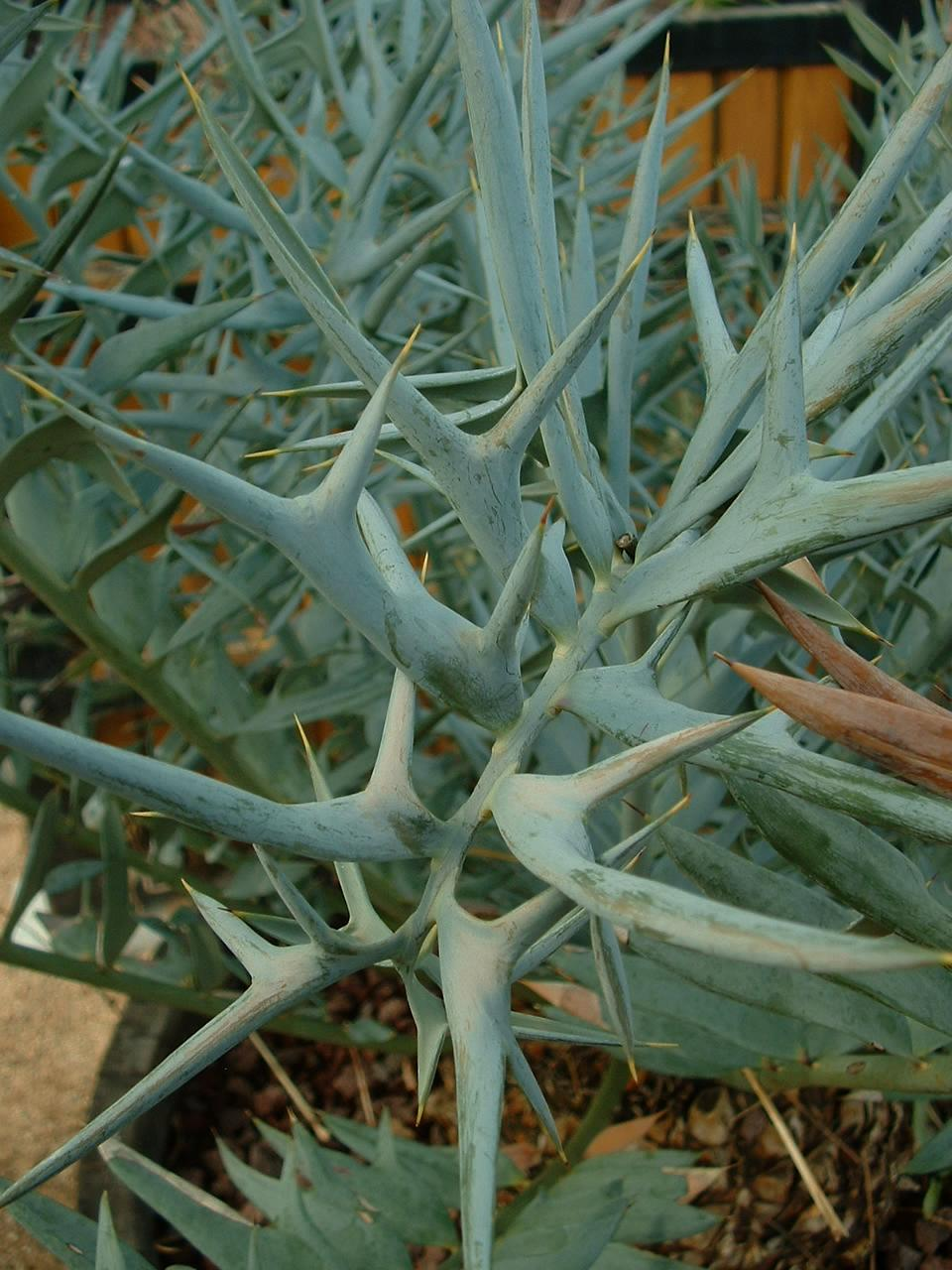
Dornige Blattfiedern bei Encephalartos horridus

Die Laubblätter sind einfach gefiedert. Ausnahmen sind die Gattung Bowenia sowie die beiden Arten Cycas debaoensis und Cycas multipinnata, die doppelt gefiederte Blätter haben. Die Blätter besitzen einen deutlichen Blattstiel, der in die Rhachis übergeht, an der die Fiederblättchen sitzen. Die Blattlänge reicht von 20 Zentimetern bei Zamia pygmaea bis rund sieben Metern bei Encephalartos laurentianus. Die meisten Arten bilden die neuen Blätter eines Jahrgangs meist alle auf einmal. Wenige Arten, wie Macrozamia sect. Macrozamia, Stangeria eriopus und manche Zamia-Arten, bilden jeweils ein Blatt nach dem anderen. Die Palmfarne sind generell immergrün, manche Arten werfen jedoch die alten Blätter ab, kurz bevor sie die neuen bilden.
Die Fiederblättchen sind äußerst vielgestaltig. Ihre Länge reicht von drei Zentimetern bei Zamia pygmaea bis zu 50 Zentimetern Länge und 30 Zentimetern Breite bei Zamia wallisii, ihre Form von lanzettlich bis verkehrt-eiförmig, von gerade bis sichelförmig. Bei manchen Arten wie Cyca micholitzii und einigen Arten von Macrozamia sect. Parazamia sind die Fiederblättchen ein- bis dreifach gabelig verzweigt. Die Konsistenz reicht von papieren über lederig bis steif. Die Oberfläche reicht von glatt und glänzend bis rau und uneben und gefurcht. Die Furchen entstehen dadurch, dass die größeren Blattadern eingesenkt sind. Die Farbe der Fiederblättchen reicht von gelbgrün und blaugrün über verschiedenste Töne von hell- und dunkelgrün bis purpur-grün, bronze-grün, bis hin zu silbern und blau. Die letzten beiden Farben entstehen durch Wachsschichten auf der Blattoberfläche. Die Blattadern verlaufen meist parallel zur Längsachse des Blättchens. Chigua, Cycas und Stangeria bilden deutliche Mittelrippen.
Es gibt zwei Formen, wie die Blättchen an der Rhachis ansetzen: gegliederte Fiederchen brechen leicht von der Rhachis ab und fallen auch nach dem Absterben vor der Rhachis ab. Die zweite Fiederchen-Form ist an der Rhachis herablaufend, fällt daher nicht gesondert ab. Bei den meisten Arten setzen die Blättchen flach und im rechten Winkel zur Rhachis an. Selten sind sie gekielt, nach oben oder unten geneigt, sodass sich die Fiederchen überlappen.
Der Blattrand der Blättchen kann ganz sein, häufiger ist er gesägt, gezähnt, mit Dornen versehen oder bildet dornige Lappen. Er ist flach, gewellt, zurückgerollt oder verdickt.
Die jungen, wachsenden Blätter sind mit Haaren (Trichomen) besetzt, teilweise dicht bis wollig behaart. Meist werden die Blätter bald kahl, bei manchen Arten wie Encephalartos hirsutus bleiben die Blätter einige Monate behaart. Ausgewachsene Blätter sind jedoch meist glatt und glänzend.
Neben den gerade beschriebenen Laubblättern bilden Palmfarne auch Niederblätter (Cataphylle) und Sporophylle, letztere meist in Form von Zapfen. Diese drei Blattformen werden im Jahreszyklus meist in einer festen Reihenfolge gebildet. Am Beginn der Wachstumsperiode, die meist mit der Regenzeit zusammenfällt, werden zunächst Cataphylle gebildet, auf die sogleich eine neue Krone von Laubblättern folgt und dann die Zapfen. Manche Arten bilden pro Jahr entweder neue Laubblätter oder Zapfen. Die Cataphylle sind schuppenförmig, meist wenige Zentimeter lang und in frischem Zustand fleischig, später trocken und papieren.

### Zapfen
Palmfarne sind zweihäusig getrenntgeschlechtig, es gibt männliche und weibliche Individuen (Diözie). Die Bildung von weiblichen und männlichen Zapfen an einer Pflanze zur gleichen Zeit wurde nie beobachtet. Nach traumatischen Ereignissen, wie Umpflanzen, schwerer Beschädigung durch Kälte, Hitze oder Trockenheit, wurde allerdings ein Geschlechtswechsel beobachtet. Die Geschlechtsbestimmung dürfte durch das Zusammenspiel mehrerer Pflanzenhormone erfolgen.
Die Zapfen sind die reproduktiven Organe und bestehen aus stark abgeleiteten Blättern, den Sporophyllen. Diese sind spiralig angeordnet, der Zapfen hat ein begrenztes Wachstum. Die Zapfen können bis 75 Zentimeter lang und 40 Kilogramm schwer werden. Die männlichen Zapfen sind kleiner und tragen mehr Sporophylle. Die Zapfenmorphologie ist wichtig für die Abgrenzung und Bestimmung der Gattungen.

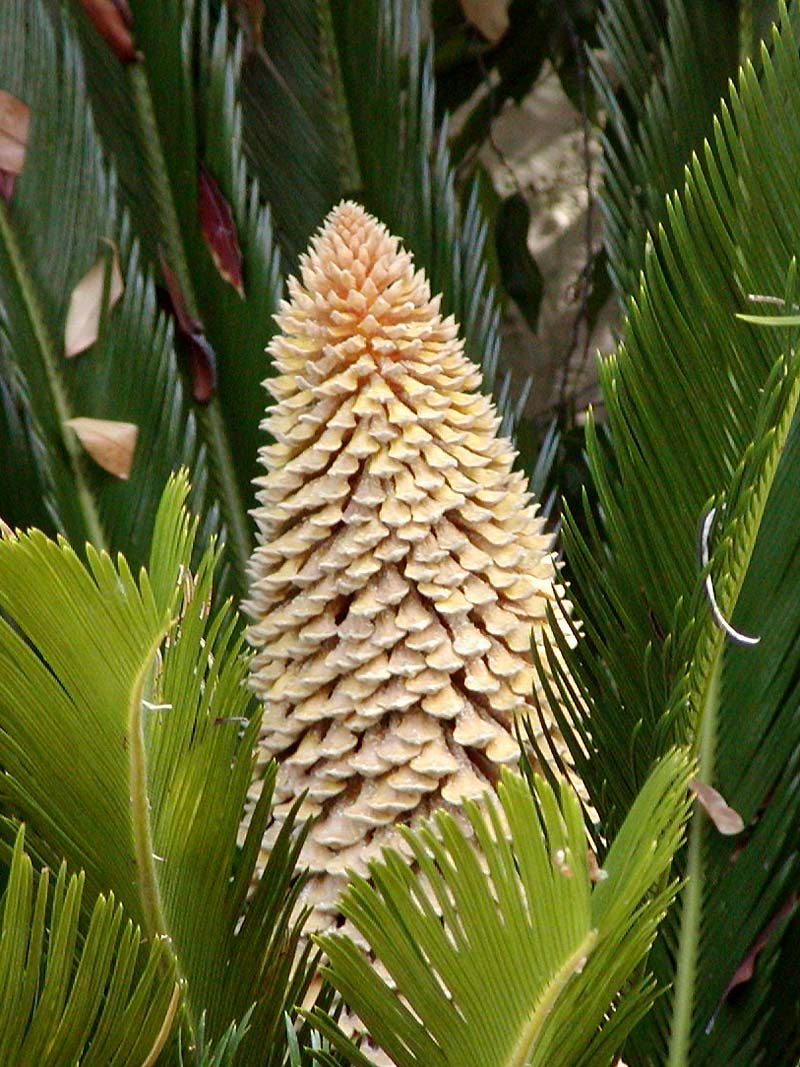
Männlicher Zapfen von Cycas revoluta

Die Zapfen entstehen endständig (terminal) am Spross. Das weitere Wachstum der Pflanze erfolgt durch eine Seitenknospe, die das durch die Zapfenbildung aufgebrauchte Spitzenmeristem ablöst. Der Stamm ist somit ein Sympodium. Ausnahme sind die weiblichen Vertreter von Cycas, bei denen kein Zapfen gebildet wird, und das Spitzenmeristem nach den Sporophyllen wieder Laubblätter bildet.
Männliche Zapfen
Die einzelnen Sporophylle sind keilförmig und tragen an der Unterseite die Sporangien. Bei Zamia stehen sie auch am Blattrand und auf der Oberseite. Zur Reifezeit streckt sich die Zapfenachse und die bis dahin dicht stehenden Sporophylle rücken auseinander, die Sporangien werden sichtbar. Die Sporangien sitzen an der Unterseite, die Anzahl pro Sporophyll reicht von einigen wenigen bei Zamia bis über 1000 bei Cycas. Die Wand der Sporangien ist mehrere Zelllagen dick. Die Sporangien reißen auf und entlassen den Pollen (die Mikro-Meiosporen). Dieser fällt auf die glatte Oberfläche der darunterliegenden Sporophylle. Zur gleichen Zeit erhöht sich auch die Temperatur des Zapfens, es werden Duftstoffe produziert. Die Wärmeentwicklung (Thermogenese) erfolgt über den alternativen, cyanidresisten Weg der Atmungskette und ist bei männlichen Zapfen wesentlich ausgeprägter als bei weiblichen. Der Duft wird als muffig, fruchtig oder süß beschrieben. Innerhalb des Zapfens entlassen die unteren Sporophylle den Pollen zuerst, dann die oberen. Die Dauer der Pollenentlassung dauert von wenigen Tagen bis mehrere Wochen.
Weibliche Zapfen

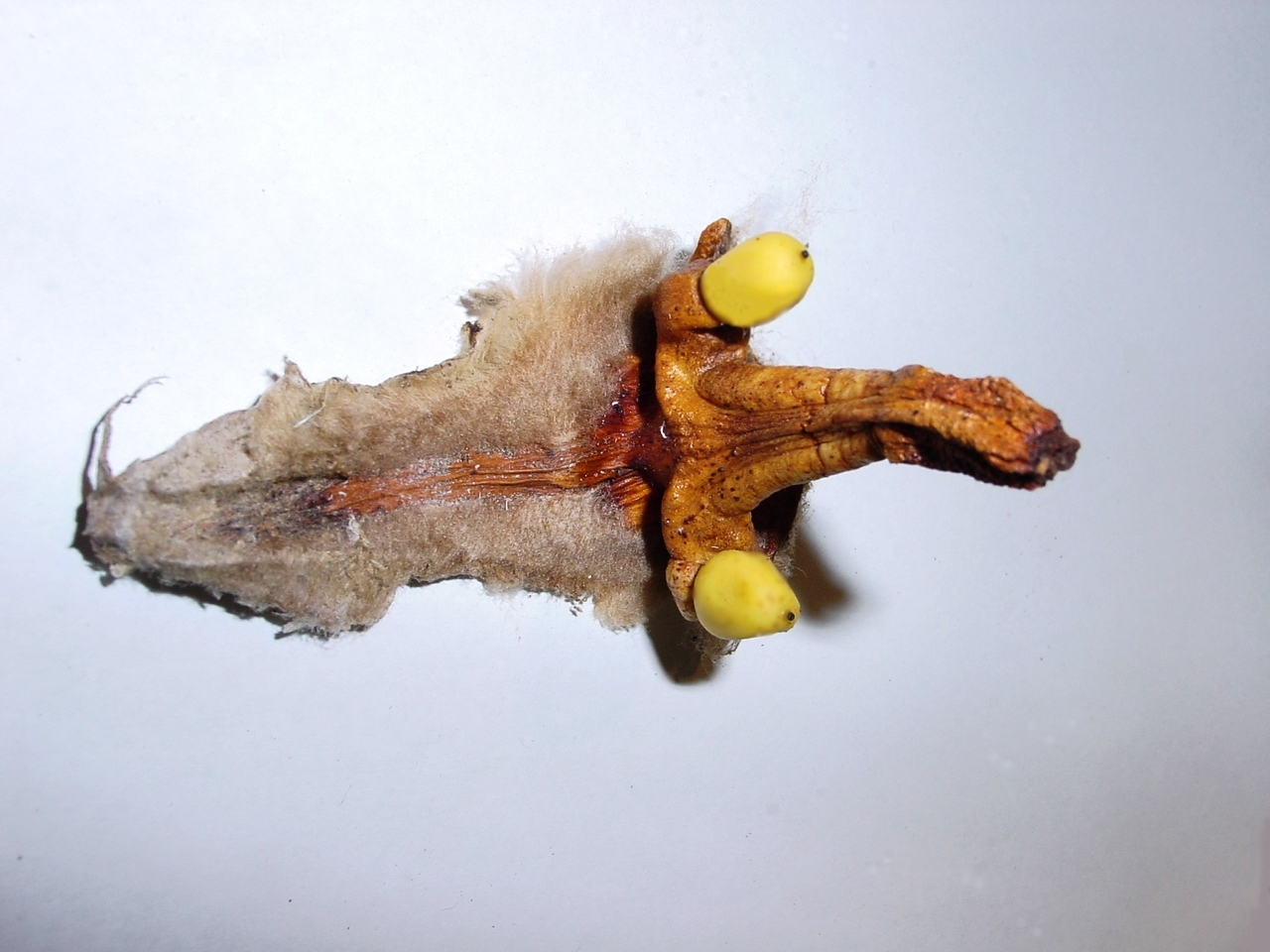
Weibliches Sporophyll von Dioon edule mit zwei Samen

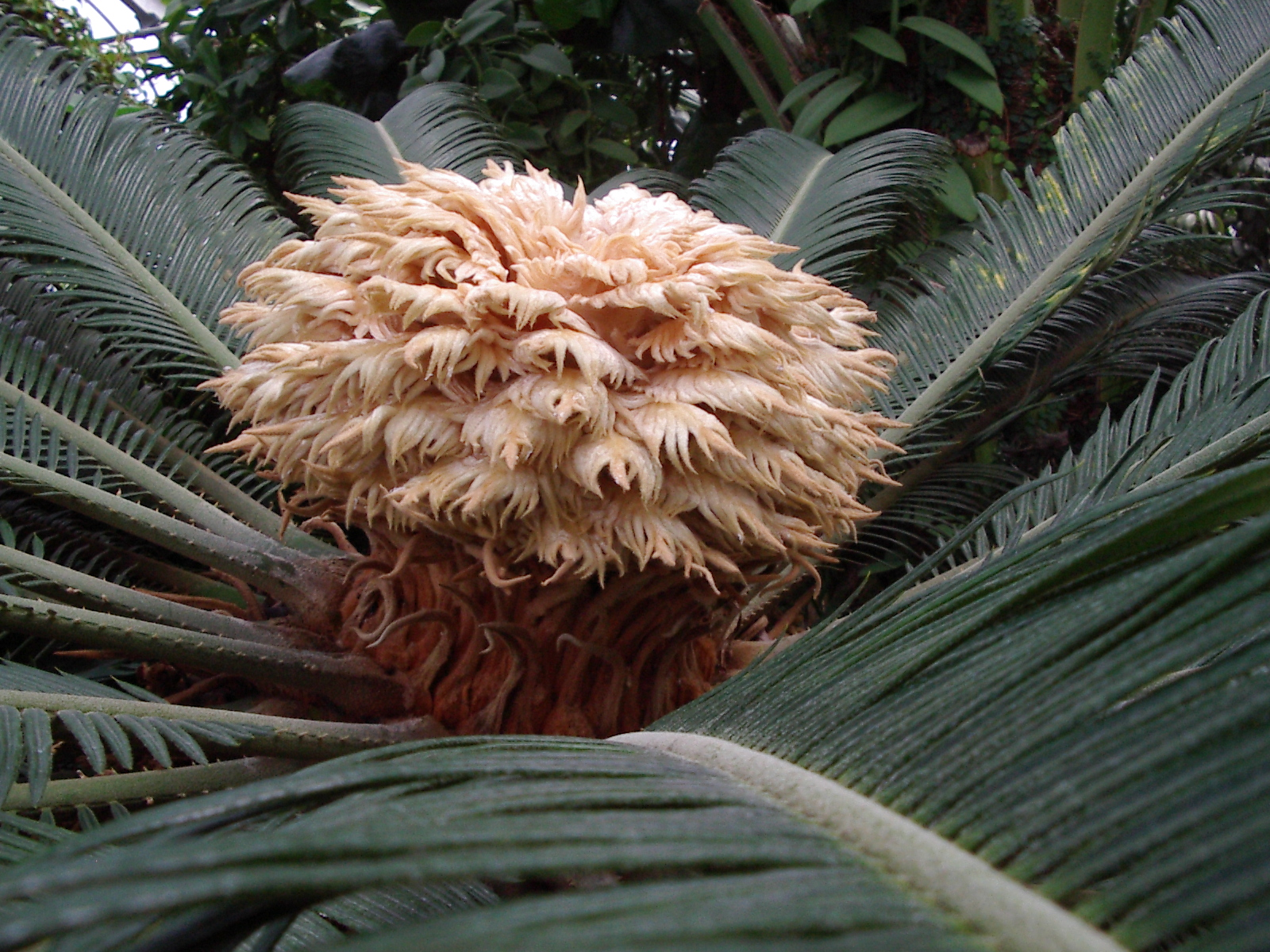
Weibliche Sporophylle von Cycas revoluta; sie bilden keine Zapfen.

Die weiblichen Zapfen sind generell größer als die männlichen derselben Art, zugleich haben sie weniger, aber deutlich größere Sporophylle. Jedes Sporophyll sitzt mit einem Stiel an der Zapfenachse. Am Stiel sitzt die Bulla, die nach außen weisende Seite des Sporophylls. An der Innenseite der Bulla, zur Zapfenachse weisend, sitzen zwei, bei Cycas auch mehr, Samenanlagen, je eine an jeder Seite des Sporophyllstiels. Wenn die Samenanlagen reif zur Bestäubung sind, weichen die Sporophylle etwas auseinander. Auch die weiblichen Zapfen erwärmen sich und produzieren Duftstoffe.
Bei der Gattung Cycas bilden die weiblichen Sporophylle keinen Zapfen. Sie stehen schraubig am Ende der Sprossachse und sind deutlich blattähnlich, wenn auch bräunlich. Die Sporophylle stehen entweder offen, sind lang und locker, oder sie stehen geschlossen und bilden eine hügelförmige Struktur.

### Samen

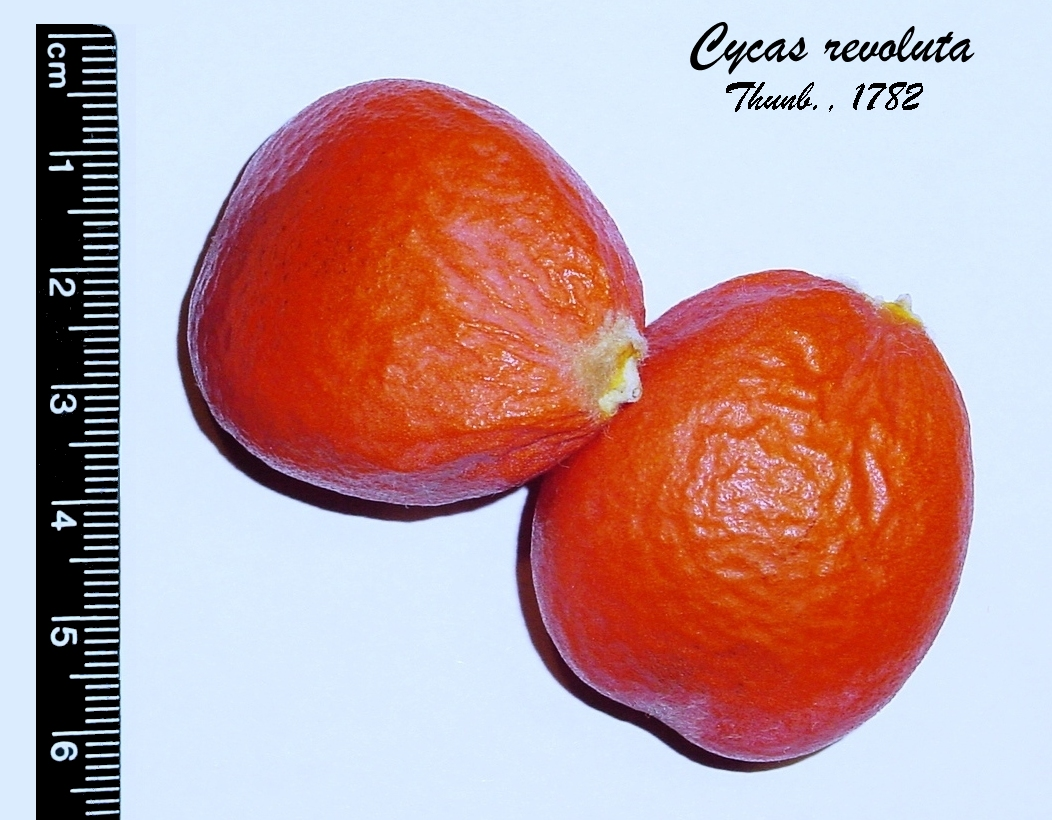
Samen von Cycas revoluta

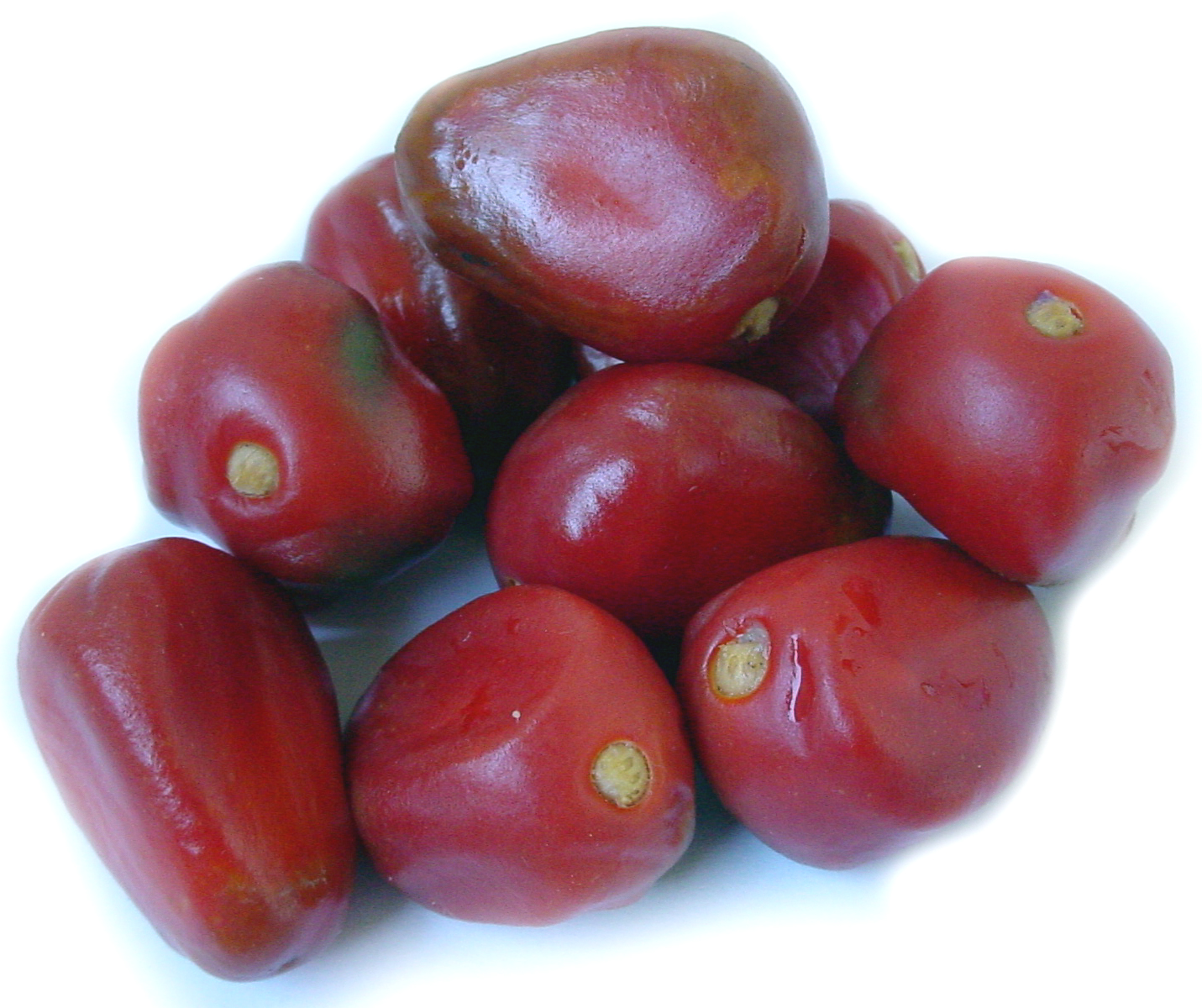
Samen von Stangeria eriopus

Die Samenschale besteht aus drei Schichten: die äußere Schicht ist fleischig (Sarcotesta), die mittlere Schicht ist verholzt (Sklerotesta), und die innerste Schicht, die Endotesta, ist ein dünnes Häutchen. Die Sarkotesta ist häufig auffallend gefärbt und für Tiere essbar, sie dient also der gerichteten Ausbreitung der Samen durch Tiere (Zoochorie). Die Arten aus dem Cycas rumphii-Komplex besitzen im Inneren ein weiteres, schwammiges Gewebe, durch das die Samen schwimmfähig sind. Die Arten wachsen an der Meeresküste, die schwimmenden Samen dienen der Ausbreitung. Im Inneren des Samens befindet sich der weibliche Gametophyt mit dem Embryo.
Die Samen sind meist eiförmig, können aber auch kugelig oder zylindrisch sein. Ihre Größe reicht von 15 Millimetern bei Zamia pygmaea bis 60 Millimetern bei Macrozamia macdonellii und Cycas micronesia. Die Narbe der Ansatzstelle des Samens am Sporophyll heißt Chalaza und hat vielfach eine artspezifische Form. Die Oberfläche der Sklerotesta kann glatt, rau, faserig oder gerillt sein. Die Farbe der Sarcotesta ist sehr variabel und reicht von grünlich über gelb bis zu verschiedenen Rot-Tönen.
Es werden zwei Typen von Samen unterschieden: die platyspermischen Samen sind abgeflacht und kommen nur bei der Gattung Cycas vor. Sie reißen in Längsrichtung auf und teilen die Sklerotesta in zwei gleiche Hälften. Im Riss wird der Gametophyt sichtbar, und kurz darauf erscheint die Radicula des Keimlings. Die übrigen Gattungen haben radiospermische Samen: Am Mikropylen-Ende des Samens befindet sich eine runde Pore, die von der direkt darunterliegenden Radicula des Keimlings gesprengt wird.

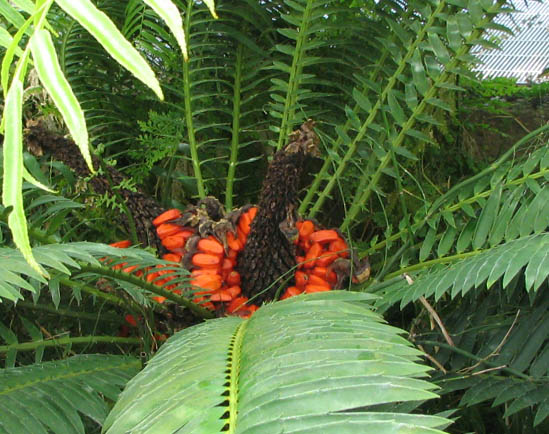
Zamiaceae: Encephalartos lebomboensis, Zapfen mit reifen, orangeroten Samen

### Inhaltsstoffe
Die Palmfarne enthalten giftige Substanzen, pseudocyanogene Verbindungen, aus denen bei Einwirkung von Laugen Blausäure abgespalten wird. Es sind dies Azoxyverbindungen in glykosidischer Bindung. In allen untersuchten Palmfarnen vertreten ist Cycasin, das Glucosid des Methylazoxymethanols. Es kommt außerhalb der Palmfarne nicht vor.
Viele Palmfarne enthalten die nicht-proteinogene Aminosäure β-Methyl-Amino-L-Alanin (BMAA). Diese und andere Verbindungen werden mit neurologischen Schäden in Verbindung gebracht. Der Zusammenhang mit der als „Zamia staggers“ genannten Ataxie der Hinterbeine von Rindern und Schafen, die an Palmfarnen weiden, gilt als gesichert. Die als „Guam-Demenz“ bezeichnete Häufung von Alzheimer und Parkinson bei Menschen wird mit einer chronischen Vergiftung durch den Genuss von aus Palmfarnen gewonnener Stärke und/oder den sich von den Samen ernährenden Fledermäusen in Verbindung gebracht, ist aber nicht endgültig geklärt.
Die Giftstoffe sind in den Zapfen in spezialisierten Zellen (Idioblasten) lokalisiert, den wegen ihrer Farbe so genannten Goldzellen.

## Fortpflanzung

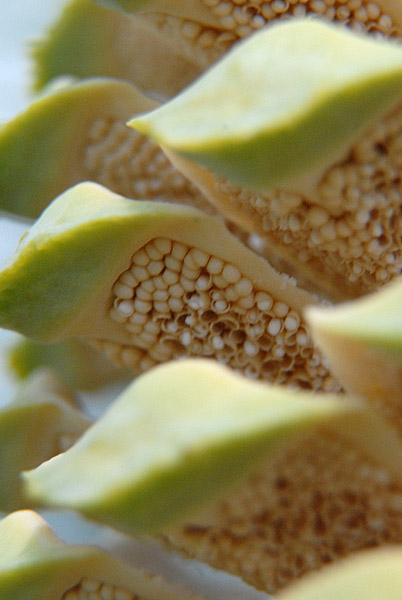
Mikrosporophylle von Encephalartos villosus. Die Sporangien (= Pollensäcke) sind teilweise geöffnet.

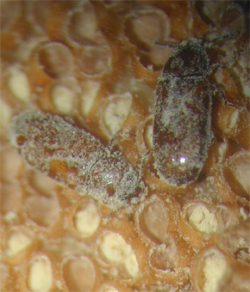
Der Käfer Pharaxonotha esperanzae auf einem Mikrosporophyll von Macrozamia

In den jungen Sporangien werden zahlreiche sporogene Zellen gebildet, die von einem Tapetum umgeben sind. Das Tapetum löst sich auf, bildet ein Synzytium und ernährt die sporogenen Zellen. Aus den sporogenen Zellen entwickeln sich die Sporenmutterzellen. Diese unterlaufen eine Meiose und bilden je eine Tetrade von haploiden Pollenkörnern.
Die Samenanlagen besitzen ein Integument, aus dem im Zuge der Samenreifung die Samenschale entsteht. Im Nucellus wird eine Megasporenmutterzelle gebildet, aus der nach Meiose eine funktionelle Megaspore hervorgeht, während die übrigen drei Zellen absterben. Der weibliche Gametophyt entsteht durch zunächst freie Kernteilungen, gefolgt von Zellwandbildung. Am Ende besteht der Gametophyt aus einigen tausend Zellen und bildet meist zwei bis sechs Archegonien. Lediglich Microcycas bildet bis 100 Archegonien. Die Eizelle ist bis sechs Millimeter groß.
Die Samenanlagen auf den weiblichen Sporophyllen bilden im empfangsbereiten Stadium einen nektarähnlichen Tropfen an der Mikropyle. Er entsteht durch Auflösen der Zellen unter der Mikropyle, dadurch entsteht auch eine Pollenkammer. Zum Ende der Empfangsbereitschaft trocknet der Tropfen ein und zieht sich mitsamt darin befindlichen Pollenkörnern in die Pollenkammer zurück. Durch das Eintrocknen wird auch die Mikropyle verschlossen.
Die Bestäubung erfolgt durch Insekten, vorwiegend Käfer (Cantharophilie). Die meisten Blütenbesucher sind Rüsselkäfer (Curculionidae), die nur bei Palmfarnen als Bestäuber fungieren. Die zweite Bestäubergruppe sind die Fransenflügler (Thysanoptera). Daneben kommt Bestäubung durch den Wind vor (Anemophilie).
Die Entwicklung des männlichen Gametophyten im Pollenkorn beginnt bereits im Sporangium. In einer ersten Zellteilung entsteht die Prothallium-Zelle und die Antheridien-Initiale. Aus dieser entstehen durch erneute Teilung die Schlauchzelle und die generative Zelle. In diesem Stadium wird das Pollenkorn aus dem Sporangium entlassen.
In der Pollenkammer keimt das Pollenkorn aus und bildet einen kurzen Pollenschlauch, der das weibliche Gewebe durchdringt und sich auch vom Gewebe der Samenanlage ernährt. Es dauert meist mehrere Monate, bis der Pollenschlauch die Eizelle erreicht und die Befruchtung stattfindet. In dieser Zeit werden im Pollenschlauch die Spermien gebildet: die generative Zelle teilt sich in eine sterile Zelle und in die spermatogene Zelle. Letztere teilt sich und bildet zwei Spermienzellen. Bei Microcycas entstehen aus der sterilen Zelle zusätzliche Spermienzellen. Die Spermien besitzen einen Wimpernkranz, sind also Spermatozoiden. Die Palmfarne sind neben Ginkgo die einzigen rezenten Samenpflanzen mit Spermatozoiden. Mit einer Größe von bis zu 300 Mikrometern zählen die Spermatozoiden der Palmfarne zu den größten bekannten. Sie werden durch ein Aufreißen des Pollenschlauchs freigesetzt und schwimmen in den Hals des Eisacks. Das hohe osmotische Potential der beim Aufreißen des Pollenschlauchs freigesetzten Zellflüssigkeit führt zum Schrumpfen der Halszellen des Archegoniums und zur Freilegung der Eizelle. Beim Eindringen in die Eizelle verlieren die Spermatozoiden ihren Wimpernkranz. Von der Bestäubung bis zur Befruchtung können bis zu sieben Monate vergehen, bei manchen Arten ist der Samen zu diesem Zeitpunkt schon von der Mutterpflanze abgefallen.
Nach der Befruchtung teilt sich der Kern der Zygote rasch und bildet 256 bis 1024 freie Zellkerne ohne Zellbildung und ohne dass sich das Gesamtvolumen der Kerne verändert; der einzelne Kern wird also immer kleiner. Danach bilden sich die Zellwände und die Zellen bilden drei Regionen: an einem Ende entstehen Zellen, die aus dem umgebenden Gametophytengewebe Nährstoffe aufnehmen. Die mittlere Region bildet den Suspensor, der den Embryo tiefer in den Gametophyten schiebt. Am anderen Ende entsteht der eigentliche Embryo. Er bildet zwei Kotyledonen, die jedoch stark reduziert sind. Es wird aber noch zumindest ein weiteres (Folge-)Blatt gebildet, ein oder zwei weitere werden zumindest angelegt.
Der reife Samen besteht aus drei genetisch unterschiedlichen Teilen: Die Samenschale ist diploides Gewebe von der Sporophyten-Mutterpflanze, das Endosperm-ähnliche Gewebe ist der haploide Gametophyt und der Embryo ist die junge, diploide Tochterpflanze.

## Entwicklung

Cycas revoluta beim Bilden des ersten Wedels

Bei der Keimung erscheint zuerst die Primärwurzel (Radicula) und wächst nach unten. Bei Bodenberührung bildet sich die primäre Pfahlwurzel. Erst danach erscheint das bereits im Samen angelegte Blatt. An der Sprossspitze werden nun abwechselnd Laubblätter und Cataphylle gebildet. Junge Pflanzen bilden zunächst nur ein oder wenige Blätter pro Wachstumsperiode, später sind die Speicherorgane groß genug, um die Bildung einer größeren Blattanzahl zu ermöglichen. In dieser Zeit erreicht auch der Stamm seinen endgültigen Durchmesser. Zu dieser Zeit beginnt die Pflanze auch mit dem regelmäßigen Wechsel aus Laubblättern und Cataphyllen sowie mit der Bildung von Zapfen.

## Verbreitung und Standorte

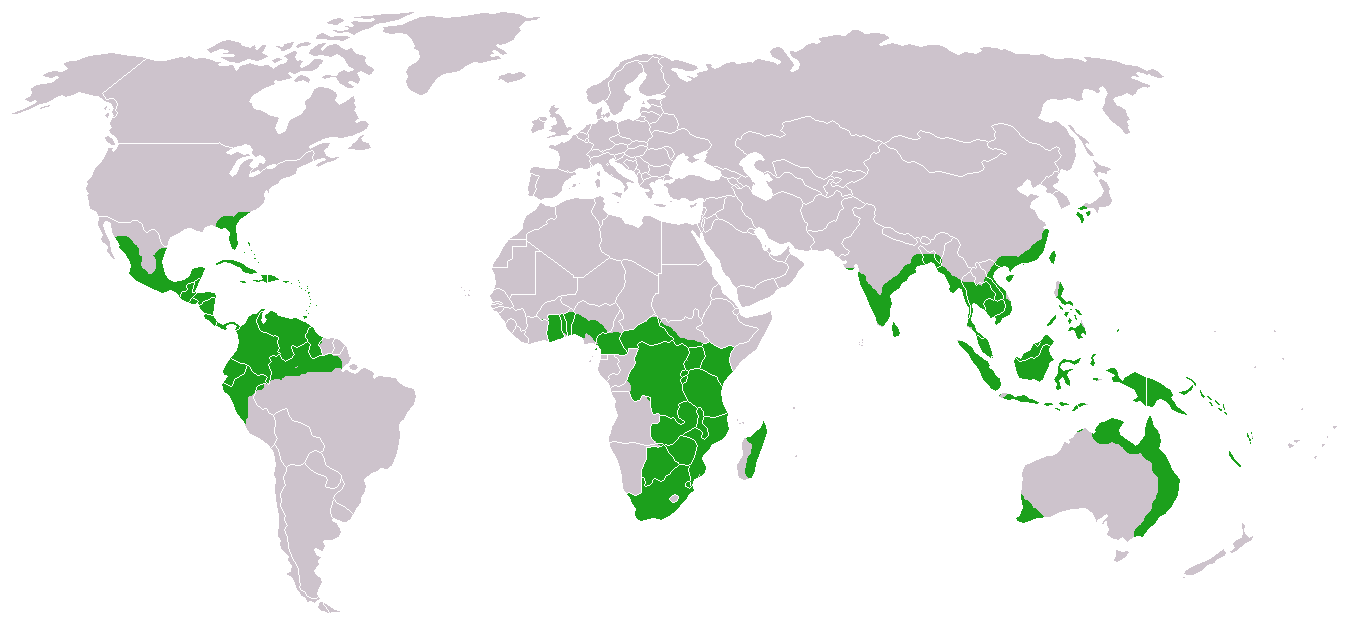
Rezente Verbreitung der Palmfarne

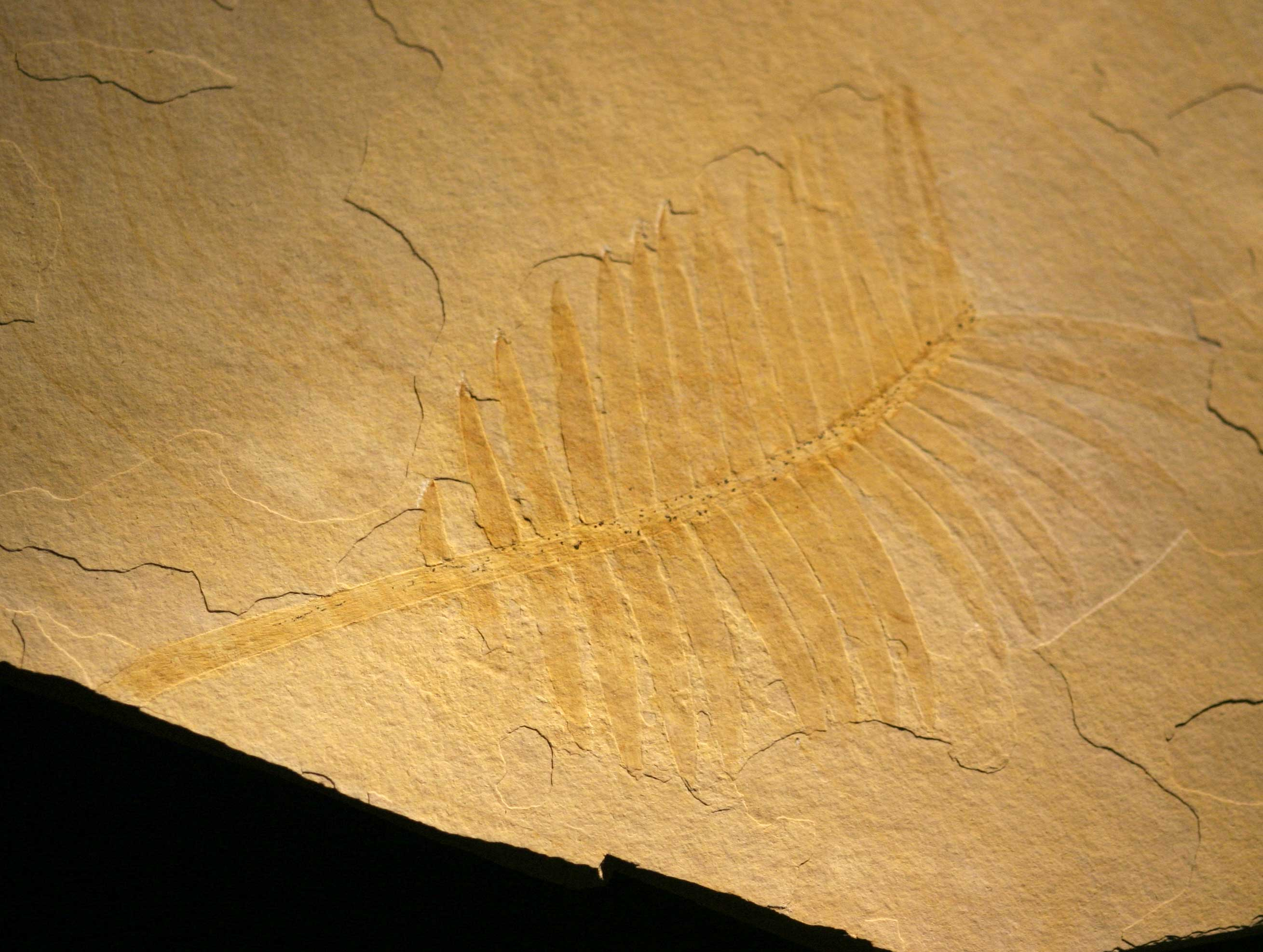
Zamites feneonis, ein fossiler Palmfarn aus dem Plattenkalk von Solnhofen

Die Palmfarne sind eine tropische Pflanzengruppe. Ihr Verbreitungsgebiet reicht vom 30. nördlichen bis zum 35. südlichen Breitengrad. Direkt am Äquator kommen jedoch nur wenige Arten vor, und dann eher in größeren Höhen, in Bereichen geringerer Temperaturen und Luftfeuchtigkeit als im tropischen Regenwald. In letzterem sind im Wesentlichen nur die Vertreter der Gattungen Zamia und Chigua zu finden. Der Großteil der Palmfarne kommt etwas außerhalb dieses Gebietes vor. Nur wenige Arten können Frost oder längere Kälteperioden überstehen, Beispiele sind Encephalartos ghellinckii, Encephalartos cycadifolius und Macrozamia occidua. Sie wachsen in größeren Höhen bis 2500 Metern, in denen regelmäßig Fröste und auch Schnee vorkommen.
Auch wenn die Palmfarne weltweit verbreitet sind, sind die einzelnen Gattungen auf einzelne Kontinente beschränkt: Ceratozamia, Dioon und Microcycas kommen in Amerika nördlich des Äquators vor, bei Cycas reicht das Areal auch südlich des Äquators. Chigua ist nur aus Kolumbien bekannt und Microcycas nur von Kuba. Die Gattungen Bowenia, Lepidozamia und Macrozamia kommen nur in Australien vor, Stangeria nur im südlichen Afrika. Die altweltlichen Gattungen Cycas und Encephalartos haben ihren Schwerpunkt wie die anderen altweltlichen Gattungen südlich des Äquators, ihre Areale reichen aber auch nördlich darüber hinaus.
Die Standorte der Palmfarne sind meist frostfrei, der Regen fällt im Sommer, die Winter sind kühl und trocken. Sie kommen daher nicht in Gebieten mit mediterranem Klima vor. Der Niederschlag muss mindestens 350 Millimeter jährlich betragen, kann aber bis 5500 Millimeter reichen. Die Böden sind meist Sande oder sandige Schotter, mit geringem Anteil an Lehm und Humus. Der Boden muss gut entwässern und gut durchlüftet sein. Salz wird schlecht vertragen, nur wenige Arten wachsen an salzbeeinflussten Küsten und Marschen.

## Herbivorie und Krankheiten
Die Palmfarne werden von relativ wenigen Herbivoren gefressen. Bedeutend sind einige Arten von Rüsselkäfern (Curculionidae), die verschiedene Organe befallen. Die Larven von Tranes internatus (Australien), Phacecorynus funerarius und Calandra sommeri (beide Afrika), sowie Phacecorynus zamiae fressen Gänge in den Stämmen der Palmfarne und können die Sprossspitze komplett zerstören. Rüsselkäfer der Gattung Antliarhinus, besonders A. zamiae und A. signatus, legen ihre Eier in Samen von Encephalartos, ihre Larven fressen die Samen leer. Einige Schmetterlinge (Lepidoptera) haben sich auf Palmfarne spezialisiert, darunter die Gattung Eumaeus in Amerika und Zeronopsis leopardina in Südafrika. Die Raupen fressen vor allem die jungen Blätter und speichern die Giftstoffe (Cycasin u. a.) der Palmfarne in ihrem Körper und nutzen sie so zur eigenen Verteidigung. Schmierläuse (Pseudococcidae), Schildläuse (Coccoidea), Blattläuse (Aphidoidea) und Spinnmilben (Tetranychidae) sind meist nur in Palmfarm-Kulturen von größerer Bedeutung. Krankheitserreger (Pilze und Bakterien) sind nur im Keimlingsstadium von Bedeutung.

## Gefährdung und Schutz
Viele Palmfarnarten besiedeln nur ein kleines Areal, ihre Populationen sind dementsprechend klein. Viele Arten sind durch Sammeln, stärker aber durch den Verlust ihrer Standorte (Entwaldung, Ackerbau, Siedlungsbau usw.) gefährdet. Die Gattungen Ceratozamia, Chigua, Encephalartos, Microcycas und Stangeria, sowie Cycas beddomei sind in Anhang I des Washingtoner Artenschutz-Übereinkommens (CITES) gelistet, die anderen Gattungen bzw. Arten in Anhang II. Ein Großteil der Arten ist auch auf der Roten Liste als gefährdet eingestuft, etliche Arten sind zumindest in der freien Natur bereits ausgestorben.

## Systematik

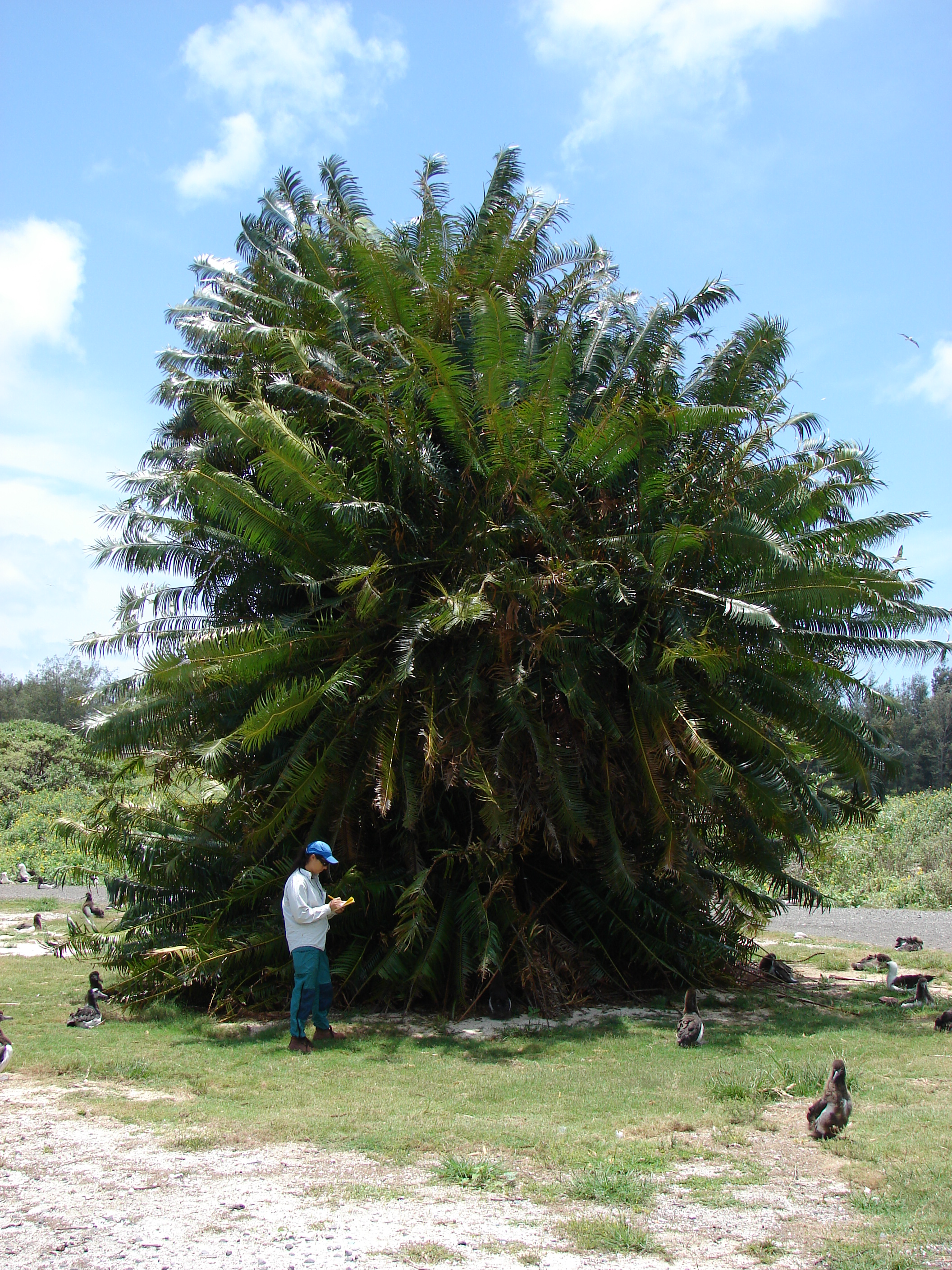
Cycadaceae: Cycas circinalis

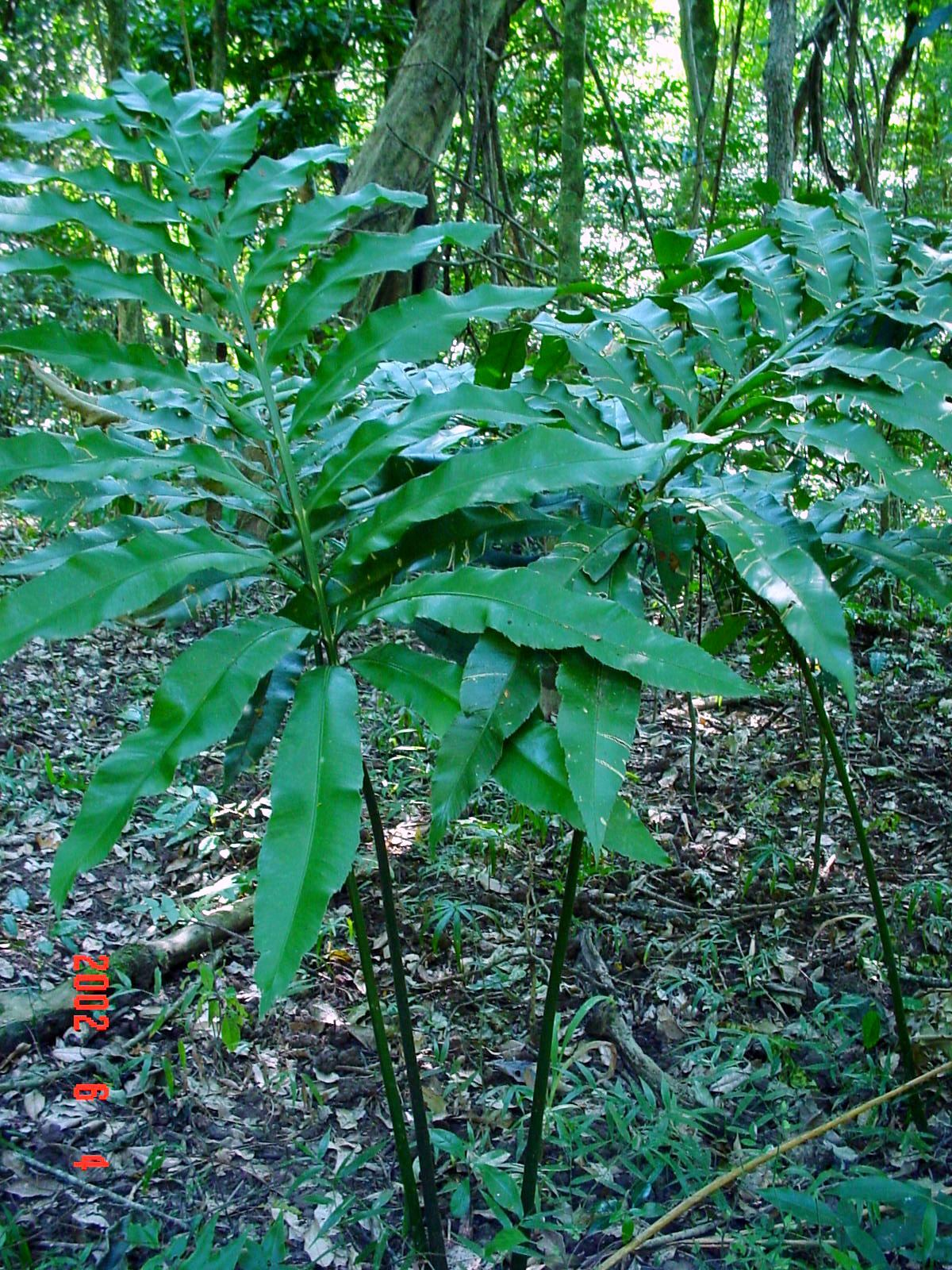
Stangeriaceae Unterfamilie Stangerioideae: Stangeria eriopus

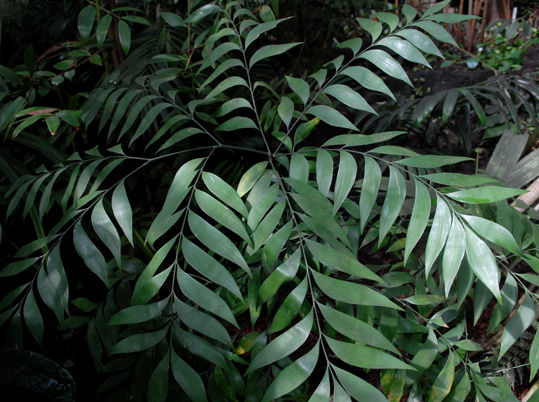
Stangeriaceae Unterfamilie Bowenioideae: Bowenia spectabilis

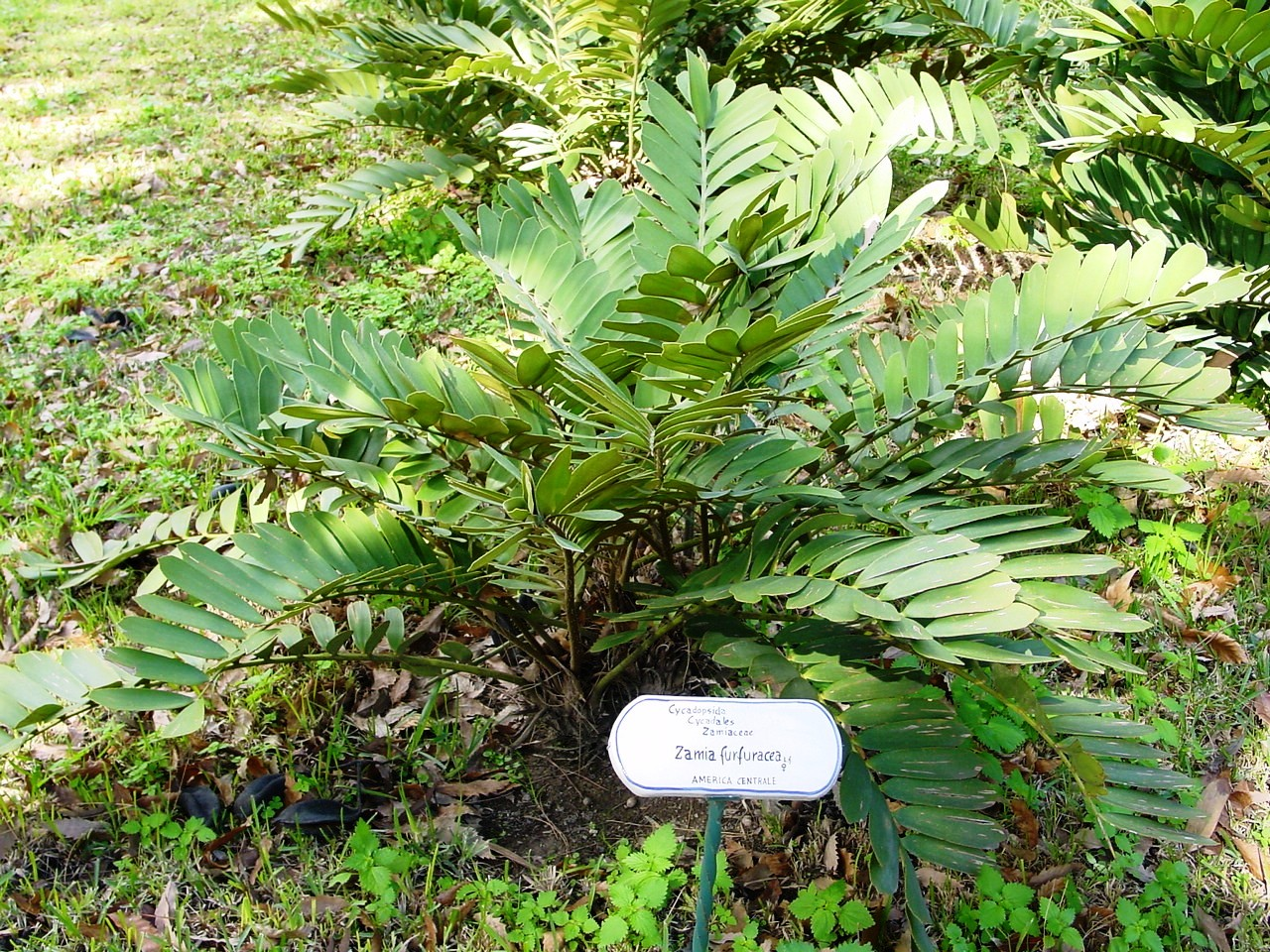
Zamiaceae Unterfamilie Zamioideae: Zamia furfuracea

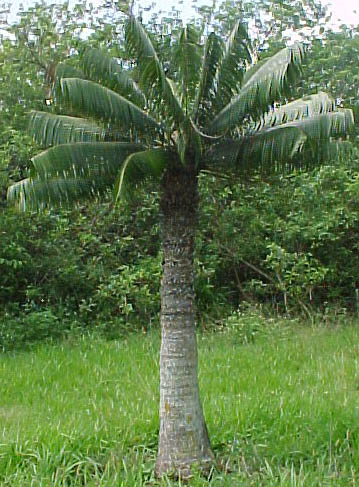
Zamiaceae Unterfamilie Zamioideae: Microcycas calocoma

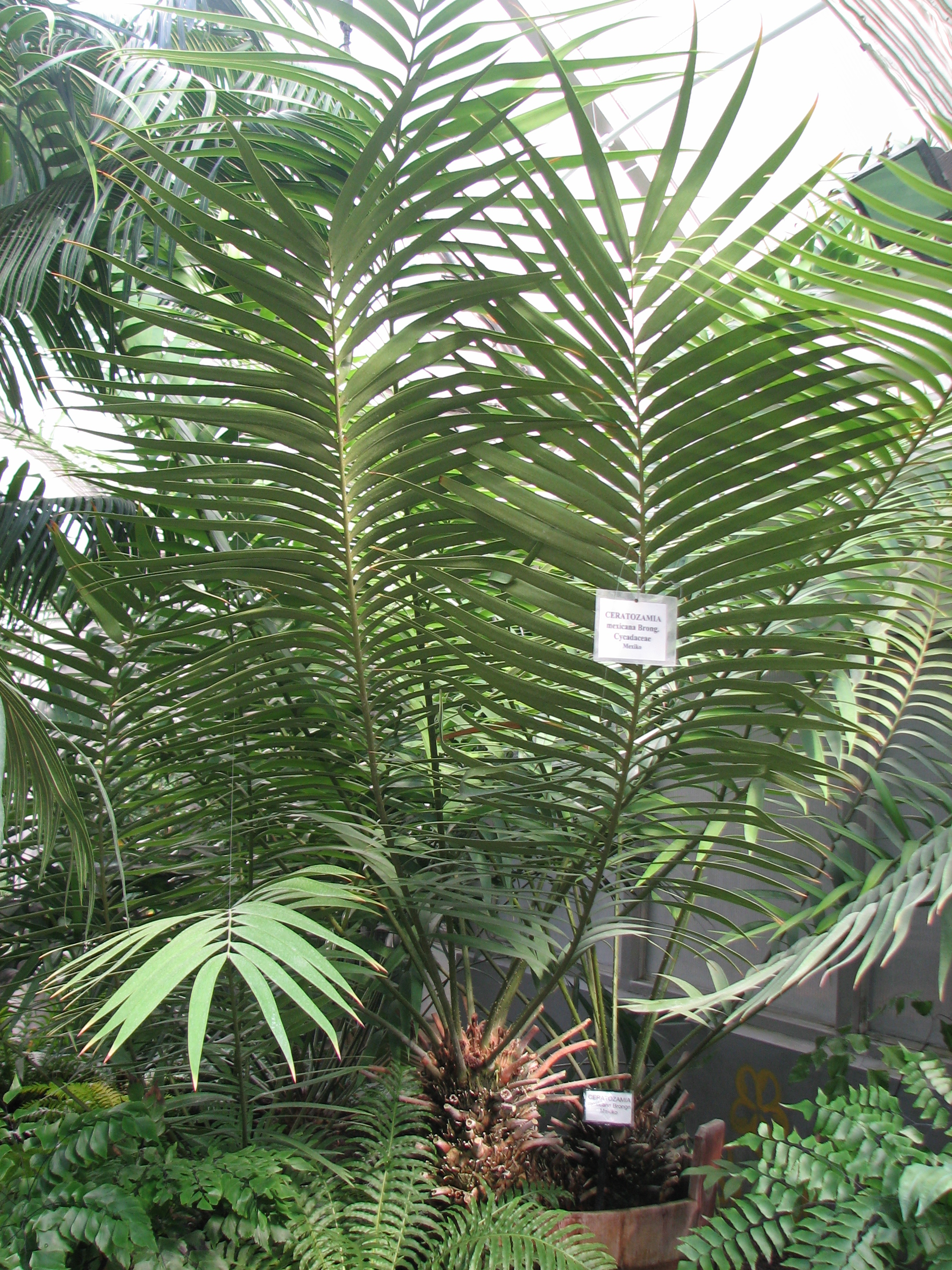
Zamiaceae Unterfamilie Zamioideae: Ceratozamia mexicana

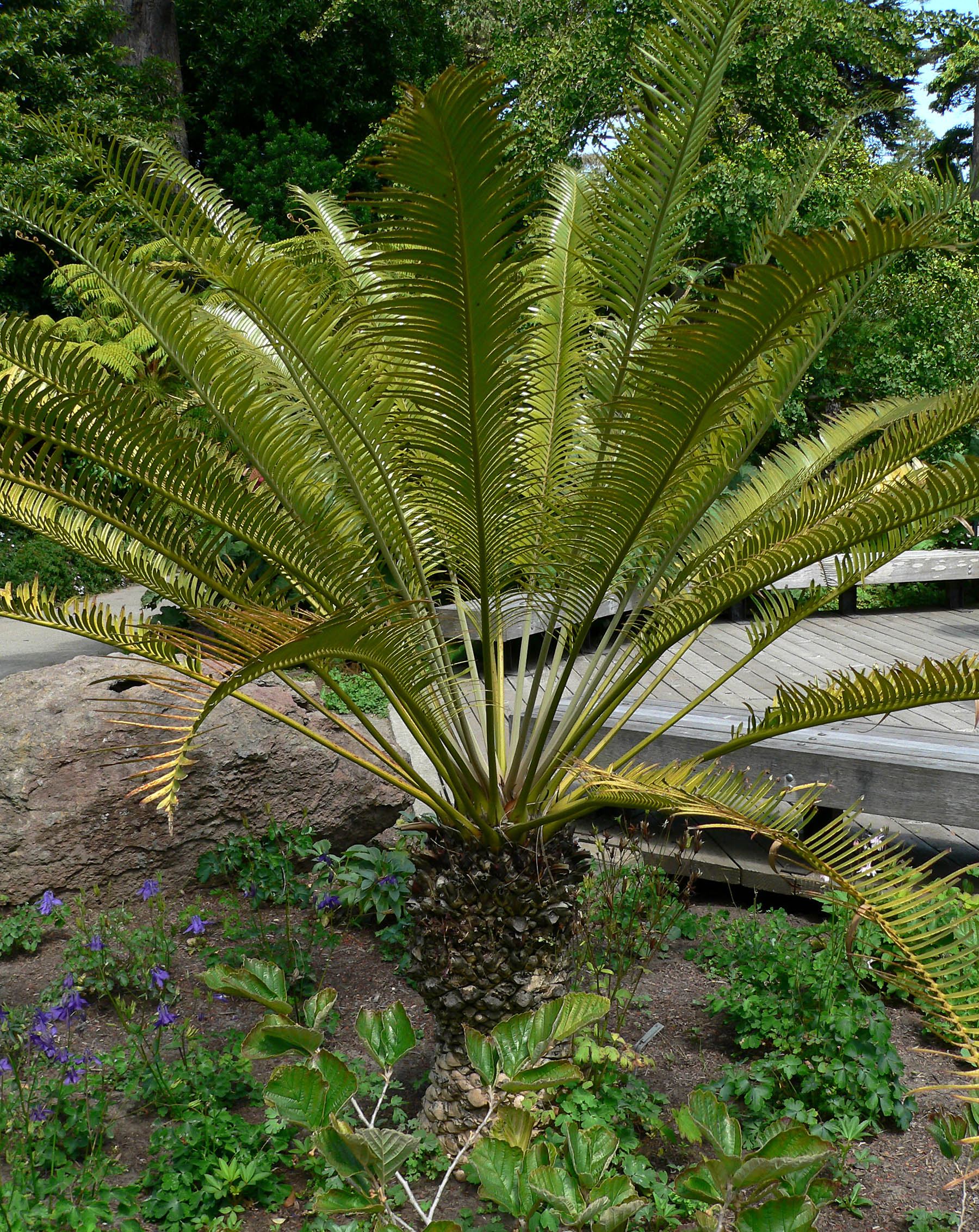
Zamiaceae Unterfamilie Encephalartoideae: Lepidozamia peroffskyana

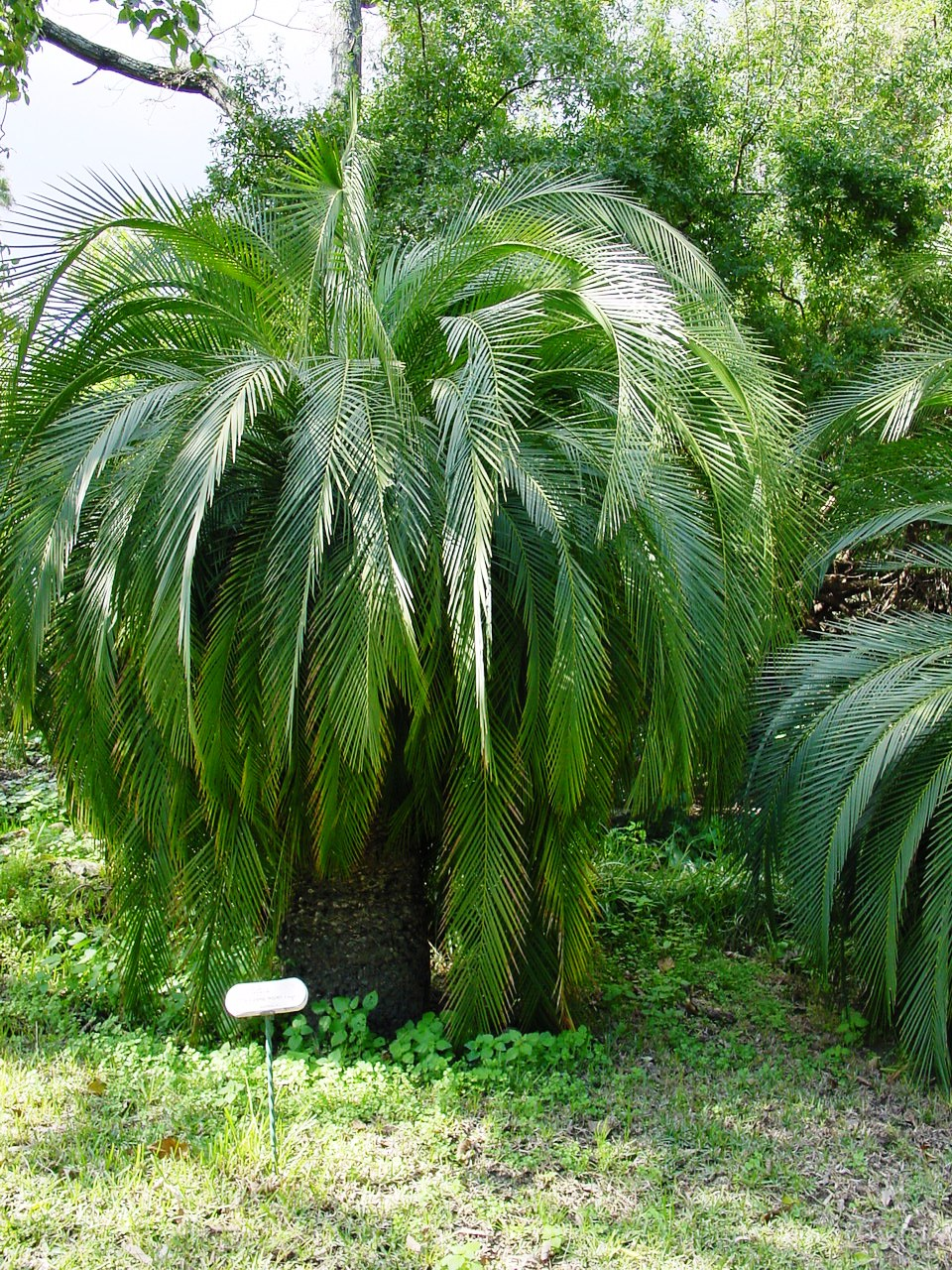
Zamiaceae Unterfamilie Encephalartoideae: Macrozamia moorei

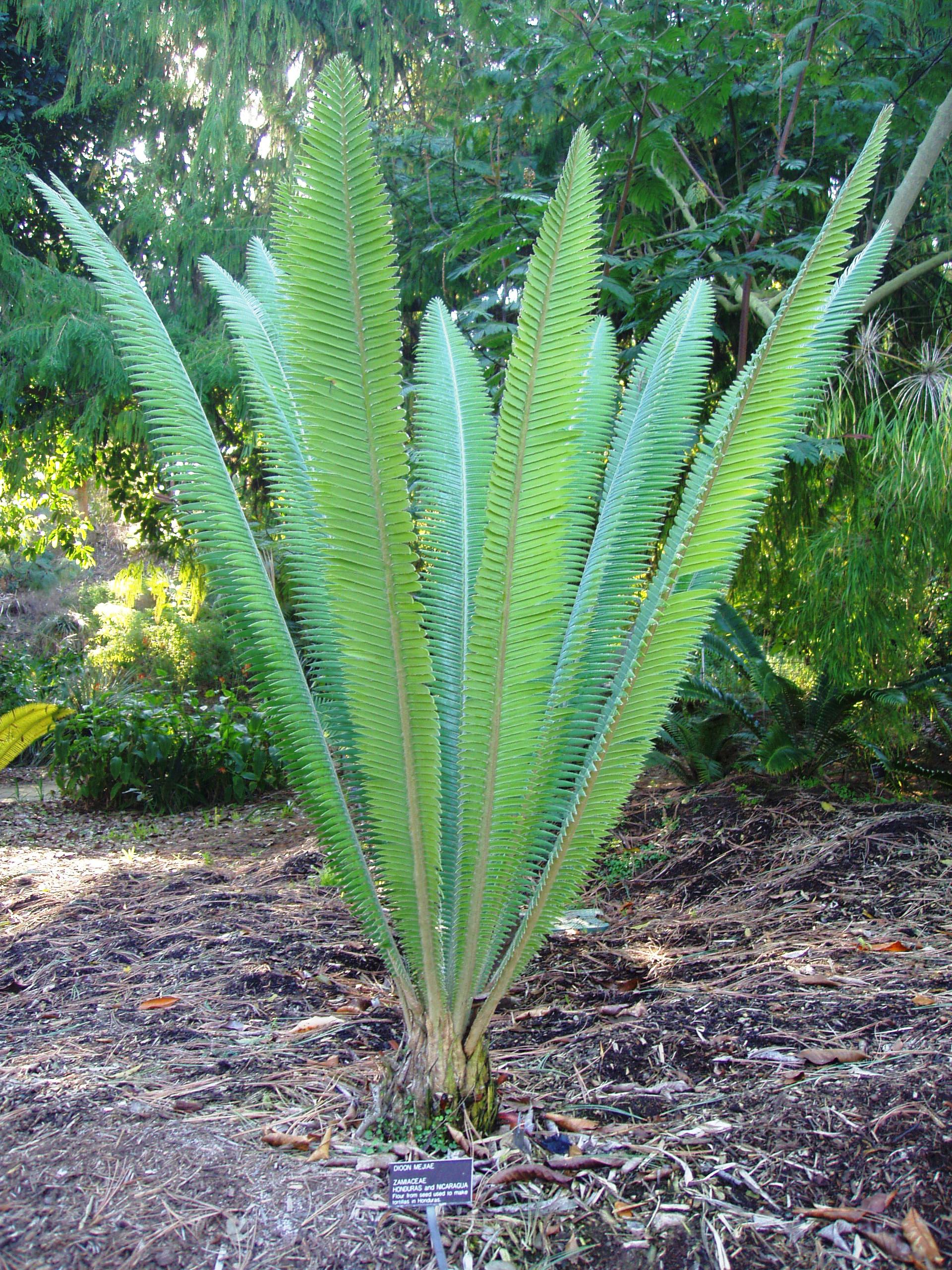
Zamiaceae Unterfamilie Encephalartoideae: Dioon mejae

### Äußere Systematik
Die Verwandtschaftsverhältnisse innerhalb der Samenpflanzen sind trotz intensiver Forschung nach wie vor nicht geklärt. Grund ist vor allem der hohe Anteil an ausgestorbenen Samenpflanzen-Gruppen, während nur fünf Gruppen heute noch leben. Sowohl morphologische wie molekulargenetische Untersuchungen zeigen die Palmfarne meist nahe der Basis der Samenpflanzen. Eine jüngere, sehr ausführliche Studie ergab, dass nur die ausgestorbenen Gruppen Elkinsia, Lyginopteris und die Medullosales innerhalb der Samenpflanzen noch basaler als die Palmfarne stehen. Sehr häufig werden die Medullosales als mögliche Vorläufer der Palmfarne diskutiert, dem steht jedoch entgegen, dass beide Gruppen gleichzeitig vorkamen.
In der Vergangenheit wurden die Palmfarne häufig mit den fossilen, nur aus dem Mesozoikum bekannten Bennettitales zusammen in eine Gruppe gestellt. In ihrer Morphologie lassen sich Blätter oder Cataphylle häufig nicht einer der beiden Gruppen zuordnen, lediglich die Cuticula erlaubt eine genaue Zuordnung. Kladistische Analysen ergaben jedoch nie eine nähere Verwandtschaft der Palmfarne mit den Bennettitales.

### Innere Systematik
Die Palmfarne waren bereits mehrmals Gegenstand phylogenetischer Untersuchungen, wobei jeweils unterschiedliche Gene und Arten analysiert wurden. Die daraus erstellten Kladogramme waren im Wesentlichen ähnlich, wenn sie sich auch in der Stellung einiger Gattungen unterschieden. Beispielhaft sei das Kladogramm nach Hill et al. dargestellt:
|  | \| \| Lepidozamia \| \| \| \| \| \| Encephalartos \| \| \| \| |
|  |                                                               |
|  | Macrozamia                                                    |
|  |                                                               |
|  | Lepidozamia                                                   |
|  |                                                               |
|  | Encephalartos                                                 |
|  |                                                               |

|  | Lepidozamia   |
|  |               |
|  | Encephalartos |
|  |               |

|  | \| \| Lepidozamia \| \| \| \| \| \| Encephalartos \| \| \| \| |
|  |                                                               |
|  | Macrozamia                                                    |
|  |                                                               |
|  | Lepidozamia                                                   |
|  |                                                               |
|  | Encephalartos                                                 |
|  |                                                               |

|  | Lepidozamia   |
|  |               |
|  | Encephalartos |
|  |               |

|  | \| \| Lepidozamia \| \| \| \| \| \| Encephalartos \| \| \| \| |
|  |                                                               |
|  | Macrozamia                                                    |
|  |                                                               |
|  | Lepidozamia                                                   |
|  |                                                               |
|  | Encephalartos                                                 |
|  |                                                               |

|  | Lepidozamia   |
|  |               |
|  | Encephalartos |
|  |               |

|  | \| \| Lepidozamia \| \| \| \| \| \| Encephalartos \| \| \| \| |
|  |                                                               |
|  | Macrozamia                                                    |
|  |                                                               |
|  | Lepidozamia                                                   |
|  |                                                               |
|  | Encephalartos                                                 |
|  |                                                               |

|  | Lepidozamia   |
|  |               |
|  | Encephalartos |
|  |               |

|  | \| \| Zamia \| \| \| \| \| \| Microcycas \| \| \| \| |
|  |                                                      |
|  | Ceratozamia                                          |
|  |                                                      |
|  | Zamia                                                |
|  |                                                      |
|  | Microcycas                                           |
|  |                                                      |

|  | Zamia      |
|  |            |
|  | Microcycas |
|  |            |

|  | \| \| Lepidozamia \| \| \| \| \| \| Encephalartos \| \| \| \| |
|  |                                                               |
|  | Macrozamia                                                    |
|  |                                                               |
|  | Lepidozamia                                                   |
|  |                                                               |
|  | Encephalartos                                                 |
|  |                                                               |

|  | Lepidozamia   |
|  |               |
|  | Encephalartos |
|  |               |

|  | \| \| Lepidozamia \| \| \| \| \| \| Encephalartos \| \| \| \| |
|  |                                                               |
|  | Macrozamia                                                    |
|  |                                                               |
|  | Lepidozamia                                                   |
|  |                                                               |
|  | Encephalartos                                                 |
|  |                                                               |

|  | Lepidozamia   |
|  |               |
|  | Encephalartos |
|  |               |

|  | \| \| Lepidozamia \| \| \| \| \| \| Encephalartos \| \| \| \| |
|  |                                                               |
|  | Macrozamia                                                    |
|  |                                                               |
|  | Lepidozamia                                                   |
|  |                                                               |
|  | Encephalartos                                                 |
|  |                                                               |

|  | Lepidozamia   |
|  |               |
|  | Encephalartos |
|  |               |

|  | \| \| Lepidozamia \| \| \| \| \| \| Encephalartos \| \| \| \| |
|  |                                                               |
|  | Macrozamia                                                    |
|  |                                                               |
|  | Lepidozamia                                                   |
|  |                                                               |
|  | Encephalartos                                                 |
|  |                                                               |

|  | Lepidozamia   |
|  |               |
|  | Encephalartos |
|  |               |

|  | \| \| Zamia \| \| \| \| \| \| Microcycas \| \| \| \| |
|  |                                                      |
|  | Ceratozamia                                          |
|  |                                                      |
|  | Zamia                                                |
|  |                                                      |
|  | Microcycas                                           |
|  |                                                      |

|  | Zamia      |
|  |            |
|  | Microcycas |
|  |            |

|  | \| \| Lepidozamia \| \| \| \| \| \| Encephalartos \| \| \| \| |
|  |                                                               |
|  | Macrozamia                                                    |
|  |                                                               |
|  | Lepidozamia                                                   |
|  |                                                               |
|  | Encephalartos                                                 |
|  |                                                               |

|  | Lepidozamia   |
|  |               |
|  | Encephalartos |
|  |               |

|  | \| \| Lepidozamia \| \| \| \| \| \| Encephalartos \| \| \| \| |
|  |                                                               |
|  | Macrozamia                                                    |
|  |                                                               |
|  | Lepidozamia                                                   |
|  |                                                               |
|  | Encephalartos                                                 |
|  |                                                               |

|  | Lepidozamia   |
|  |               |
|  | Encephalartos |
|  |               |

|  | \| \| Lepidozamia \| \| \| \| \| \| Encephalartos \| \| \| \| |
|  |                                                               |
|  | Macrozamia                                                    |
|  |                                                               |
|  | Lepidozamia                                                   |
|  |                                                               |
|  | Encephalartos                                                 |
|  |                                                               |

|  | Lepidozamia   |
|  |               |
|  | Encephalartos |
|  |               |

|  | \| \| Lepidozamia \| \| \| \| \| \| Encephalartos \| \| \| \| |
|  |                                                               |
|  | Macrozamia                                                    |
|  |                                                               |
|  | Lepidozamia                                                   |
|  |                                                               |
|  | Encephalartos                                                 |
|  |                                                               |

|  | Lepidozamia   |
|  |               |
|  | Encephalartos |
|  |               |

|  | \| \| Zamia \| \| \| \| \| \| Microcycas \| \| \| \| |
|  |                                                      |
|  | Ceratozamia                                          |
|  |                                                      |
|  | Zamia                                                |
|  |                                                      |
|  | Microcycas                                           |
|  |                                                      |

|  | Zamia      |
|  |            |
|  | Microcycas |
|  |            |

|  | \| \| Lepidozamia \| \| \| \| \| \| Encephalartos \| \| \| \| |
|  |                                                               |
|  | Macrozamia                                                    |
|  |                                                               |
|  | Lepidozamia                                                   |
|  |                                                               |
|  | Encephalartos                                                 |
|  |                                                               |

|  | Lepidozamia   |
|  |               |
|  | Encephalartos |
|  |               |

|  | \| \| Lepidozamia \| \| \| \| \| \| Encephalartos \| \| \| \| |
|  |                                                               |
|  | Macrozamia                                                    |
|  |                                                               |
|  | Lepidozamia                                                   |
|  |                                                               |
|  | Encephalartos                                                 |
|  |                                                               |

|  | Lepidozamia   |
|  |               |
|  | Encephalartos |
|  |               |

|  | \| \| Lepidozamia \| \| \| \| \| \| Encephalartos \| \| \| \| |
|  |                                                               |
|  | Macrozamia                                                    |
|  |                                                               |
|  | Lepidozamia                                                   |
|  |                                                               |
|  | Encephalartos                                                 |
|  |                                                               |

|  | Lepidozamia   |
|  |               |
|  | Encephalartos |
|  |               |

|  | \| \| Lepidozamia \| \| \| \| \| \| Encephalartos \| \| \| \| |
|  |                                                               |
|  | Macrozamia                                                    |
|  |                                                               |
|  | Lepidozamia                                                   |
|  |                                                               |
|  | Encephalartos                                                 |
|  |                                                               |

|  | Lepidozamia   |
|  |               |
|  | Encephalartos |
|  |               |

|  | \| \| Zamia \| \| \| \| \| \| Microcycas \| \| \| \| |
|  |                                                      |
|  | Ceratozamia                                          |
|  |                                                      |
|  | Zamia                                                |
|  |                                                      |
|  | Microcycas                                           |
|  |                                                      |

|  | Zamia      |
|  |            |
|  | Microcycas |
|  |            |

|  | \| \| Lepidozamia \| \| \| \| \| \| Encephalartos \| \| \| \| |
|  |                                                               |
|  | Macrozamia                                                    |
|  |                                                               |
|  | Lepidozamia                                                   |
|  |                                                               |
|  | Encephalartos                                                 |
|  |                                                               |

|  | Lepidozamia   |
|  |               |
|  | Encephalartos |
|  |               |

|  | \| \| Lepidozamia \| \| \| \| \| \| Encephalartos \| \| \| \| |
|  |                                                               |
|  | Macrozamia                                                    |
|  |                                                               |
|  | Lepidozamia                                                   |
|  |                                                               |
|  | Encephalartos                                                 |
|  |                                                               |

|  | Lepidozamia   |
|  |               |
|  | Encephalartos |
|  |               |

|  | \| \| Lepidozamia \| \| \| \| \| \| Encephalartos \| \| \| \| |
|  |                                                               |
|  | Macrozamia                                                    |
|  |                                                               |
|  | Lepidozamia                                                   |
|  |                                                               |
|  | Encephalartos                                                 |
|  |                                                               |

|  | Lepidozamia   |
|  |               |
|  | Encephalartos |
|  |               |

|  | \| \| Lepidozamia \| \| \| \| \| \| Encephalartos \| \| \| \| |
|  |                                                               |
|  | Macrozamia                                                    |
|  |                                                               |
|  | Lepidozamia                                                   |
|  |                                                               |
|  | Encephalartos                                                 |
|  |                                                               |

|  | Lepidozamia   |
|  |               |
|  | Encephalartos |
|  |               |

|  | \| \| Zamia \| \| \| \| \| \| Microcycas \| \| \| \| |
|  |                                                      |
|  | Ceratozamia                                          |
|  |                                                      |
|  | Zamia                                                |
|  |                                                      |
|  | Microcycas                                           |
|  |                                                      |

|  | Zamia      |
|  |            |
|  | Microcycas |
|  |            |

|  | \| \| Lepidozamia \| \| \| \| \| \| Encephalartos \| \| \| \| |
|  |                                                               |
|  | Macrozamia                                                    |
|  |                                                               |
|  | Lepidozamia                                                   |
|  |                                                               |
|  | Encephalartos                                                 |
|  |                                                               |

|  | Lepidozamia   |
|  |               |
|  | Encephalartos |
|  |               |

|  | \| \| Lepidozamia \| \| \| \| \| \| Encephalartos \| \| \| \| |
|  |                                                               |
|  | Macrozamia                                                    |
|  |                                                               |
|  | Lepidozamia                                                   |
|  |                                                               |
|  | Encephalartos                                                 |
|  |                                                               |

|  | Lepidozamia   |
|  |               |
|  | Encephalartos |
|  |               |

|  | \| \| Lepidozamia \| \| \| \| \| \| Encephalartos \| \| \| \| |
|  |                                                               |
|  | Macrozamia                                                    |
|  |                                                               |
|  | Lepidozamia                                                   |
|  |                                                               |
|  | Encephalartos                                                 |
|  |                                                               |

|  | Lepidozamia   |
|  |               |
|  | Encephalartos |
|  |               |

|  | \| \| Lepidozamia \| \| \| \| \| \| Encephalartos \| \| \| \| |
|  |                                                               |
|  | Macrozamia                                                    |
|  |                                                               |
|  | Lepidozamia                                                   |
|  |                                                               |
|  | Encephalartos                                                 |
|  |                                                               |

|  | Lepidozamia   |
|  |               |
|  | Encephalartos |
|  |               |

|  | \| \| Zamia \| \| \| \| \| \| Microcycas \| \| \| \| |
|  |                                                      |
|  | Ceratozamia                                          |
|  |                                                      |
|  | Zamia                                                |
|  |                                                      |
|  | Microcycas                                           |
|  |                                                      |

|  | Zamia      |
|  |            |
|  | Microcycas |
|  |            |

|  | \| \| Lepidozamia \| \| \| \| \| \| Encephalartos \| \| \| \| |
|  |                                                               |
|  | Macrozamia                                                    |
|  |                                                               |
|  | Lepidozamia                                                   |
|  |                                                               |
|  | Encephalartos                                                 |
|  |                                                               |

|  | Lepidozamia   |
|  |               |
|  | Encephalartos |
|  |               |

|  | \| \| Lepidozamia \| \| \| \| \| \| Encephalartos \| \| \| \| |
|  |                                                               |
|  | Macrozamia                                                    |
|  |                                                               |
|  | Lepidozamia                                                   |
|  |                                                               |
|  | Encephalartos                                                 |
|  |                                                               |

|  | Lepidozamia   |
|  |               |
|  | Encephalartos |
|  |               |

|  | \| \| Lepidozamia \| \| \| \| \| \| Encephalartos \| \| \| \| |
|  |                                                               |
|  | Macrozamia                                                    |
|  |                                                               |
|  | Lepidozamia                                                   |
|  |                                                               |
|  | Encephalartos                                                 |
|  |                                                               |

|  | Lepidozamia   |
|  |               |
|  | Encephalartos |
|  |               |

|  | \| \| Lepidozamia \| \| \| \| \| \| Encephalartos \| \| \| \| |
|  |                                                               |
|  | Macrozamia                                                    |
|  |                                                               |
|  | Lepidozamia                                                   |
|  |                                                               |
|  | Encephalartos                                                 |
|  |                                                               |

|  | Lepidozamia   |
|  |               |
|  | Encephalartos |
|  |               |

|  | \| \| Zamia \| \| \| \| \| \| Microcycas \| \| \| \| |
|  |                                                      |
|  | Ceratozamia                                          |
|  |                                                      |
|  | Zamia                                                |
|  |                                                      |
|  | Microcycas                                           |
|  |                                                      |

|  | Zamia      |
|  |            |
|  | Microcycas |
|  |            |

|  | \| \| Lepidozamia \| \| \| \| \| \| Encephalartos \| \| \| \| |
|  |                                                               |
|  | Macrozamia                                                    |
|  |                                                               |
|  | Lepidozamia                                                   |
|  |                                                               |
|  | Encephalartos                                                 |
|  |                                                               |

|  | Lepidozamia   |
|  |               |
|  | Encephalartos |
|  |               |

|  | \| \| Lepidozamia \| \| \| \| \| \| Encephalartos \| \| \| \| |
|  |                                                               |
|  | Macrozamia                                                    |
|  |                                                               |
|  | Lepidozamia                                                   |
|  |                                                               |
|  | Encephalartos                                                 |
|  |                                                               |

|  | Lepidozamia   |
|  |               |
|  | Encephalartos |
|  |               |

|  | \| \| Lepidozamia \| \| \| \| \| \| Encephalartos \| \| \| \| |
|  |                                                               |
|  | Macrozamia                                                    |
|  |                                                               |
|  | Lepidozamia                                                   |
|  |                                                               |
|  | Encephalartos                                                 |
|  |                                                               |

|  | Lepidozamia   |
|  |               |
|  | Encephalartos |
|  |               |

|  | \| \| Lepidozamia \| \| \| \| \| \| Encephalartos \| \| \| \| |
|  |                                                               |
|  | Macrozamia                                                    |
|  |                                                               |
|  | Lepidozamia                                                   |
|  |                                                               |
|  | Encephalartos                                                 |
|  |                                                               |

|  | Lepidozamia   |
|  |               |
|  | Encephalartos |
|  |               |

|  | \| \| Zamia \| \| \| \| \| \| Microcycas \| \| \| \| |
|  |                                                      |
|  | Ceratozamia                                          |
|  |                                                      |
|  | Zamia                                                |
|  |                                                      |
|  | Microcycas                                           |
|  |                                                      |

|  | Zamia      |
|  |            |
|  | Microcycas |
|  |            |

Auch die Arbeiten von Treutlein und Wink 2002, sowie Chaw et al. 2005 zeigten ähnliche Ergebnisse. Lediglich die Stellung der Gattungen Bowenia, Stangeria und Dioon sind unterschiedlich. Cycas ist immer die basalste Gattung; es gibt eine Klade aus Lepidozamia, Encephalartos und Macrozamia, und eine Klade aus neuweltlichen Gattungen. Bei Chaw et al. war allerdings nach Cycas Dioon die nächste basale Gattung, gefolgt von Bowenia. Stangeria liegt bei ihnen innerhalb der Klade mit den neuweltlichen Gattungen (Zamia, Microcycas und Ceratozamia). Immer jedoch waren die in eine Familie gestellten Stangeria und Bowenia relativ weit voneinander getrennt. Chigua lag immer innerhalb von Zamia, weshalb der Gattungsstatus mehr als fraglich ist. Auch eine weitere Studie von Zgurski et al. 2008 konnte die Lage der drei fraglichen Gattungen nicht klären, während die übrigen Ergebnisse bestätigt wurden.
Die Palmfarne umfassen rund 300 rezente Arten in drei Familien und elf Gattungen. Das folgende System folgt Whitelock 2002, der wiederum D.W. Stevenson 1992 folgt:
- Unterordnung Cycadineae
  - Familie Cycadaceae
    - Gattung Cycas
- Unterordnung Zamiineae
  - Familie Stangeriaceae
    - Unterfamilie Stangerioideae
      - Gattung Stangeria

    - Unterfamilie Bowenioideae
      - Gattung Bowenia

  - Familie Zamiaceae
    - Unterfamilie Zamioideae
      - Tribus Zamieae
        - Untertribus Zamiinae
          - Gattung Zamia
          - Gattung Chigua

        - Untertribus Microcycadinae
          - Gattung Microcycas

      - Tribus Ceratozamieae
        - Gattung Ceratozamia

    - Unterfamilie Encephalartoideae
      - Tribus Encephalarteae
        - Subtribus Encephalartinae
          - Gattung Encephalartos

        - Subtribus Macrozamiinae
          - Gattung Macrozamia
          - Gattung Lepidozamia

      - Tribus Diooeae
        - Gattung Dioon

In unregelmäßigen Abständen erscheint eine World List of Cycads, in der alle akzeptierten Taxa gelistet werden. Die aktuelle erschien 2007.

### Paläobotanik
Die ältesten fossilen Vertreter der Palmfarne stammen aus dem Pennsylvanium, sind also rund 300 Millionen Jahre alt. Morphologisch gleichen sie bereits weitgehend den heutigen Vertretern. Charakteristische Merkmale der rezenten Vertreter wie die Omega-förmigen Blattstiel-Leitbündel und die stammumlaufenden Blattspuren entstanden spätestens im Perm. Ihre größte geographische Verbreitung wie auch Artenzahl erreichten sie im Mesozoikum insbesondere im Jura und in der Kreide (vor rund 200 bis 66 Millionen Jahren). Neben den hochstämmigen Formen gab es in dieser Zeit bereits kurzstämmige Formen (etwa Charmorgia dijolii) und solche mit unterirdischen Stämmen (Antarcticycas schopfii).
Die heute noch existierenden rund 300 Arten der Palmfarne haben sich einer 2011 veröffentlichten Studie zufolge allerdings erst in den vergangenen 12 Millionen Jahren aus einer kleinen Gruppe fossiler Arten diversifiziert.

### Forschungsgeschichte
Palmfarne werden von den griechischen und römischen Autoren der Antike nicht erwähnt. Die von Theophrast als χὑχας bezeichnete Pflanze war eine Palme, möglicherweise Hyphaene thebaica. In die westliche Welt kamen erste Berichte im 9. Jahrhundert durch arabische Naturforscher mit Schilderungen über indische Palmfarne, danach im 16. Jahrhundert durch Antonio Pigafetta, Fernão Lopes de Castanheda und durch Francis Drake, der über Cycas von den Molukken berichtete. Der erste Hinweis auf amerikanische Palmfarne stammt von Giovanni Lerio 1576.
Die erste wissenschaftliche Beschreibung stammt von dem Prä-Linneaner Rheede tot Draakenstein, der 1682 einen Palmfarn names Todda panna beschrieb, dem dann Carl von Linné 1753 den antiken Namen Cycas gab, in der irrigen Annahme, Theophrastus und Rheede hätten die gleiche Pflanze beschrieben. Linné beschrieb 1763 die nächste Gattung, Zamia. Erst 1834 folgte Lehmann mit Encephalartos. Bis 1868 waren die meisten rezenten Gattungen bekannt, lediglich Chigua wurde erst 1990 erstbeschrieben. Wichtige Monographien und Revisionen der Palmfarne stammen von Miquel (1861, 1868, 1870), Regel (1876), de Candolle (1868), und Thiselton-Dyer (1884). Im 20. Jahrhundert legte C. J. Chamberlain 1919 mit The living cycads ein heute noch wichtiges Werk vor, während der Deutsche Julius Schuster 1932 mit seinem Beitrag zu Englers Das Pflanzenreich eher Verwirrung stiftete. Eine bedeutende Monographie von Chamberlain aus den 1940er Jahren wurde wegen seines Todes nie publiziert. Die Anfang 2009 maßgebende Klassifikation der rezenten Palmfarne ist die oben angeführte von Stevenson 1992, die zwei wichtigsten Monographien die von Norstog und Nicholls, The Biology of the Cycads von 1997, und von Whitelock, The Cycads, von 1992.

## Nutzung

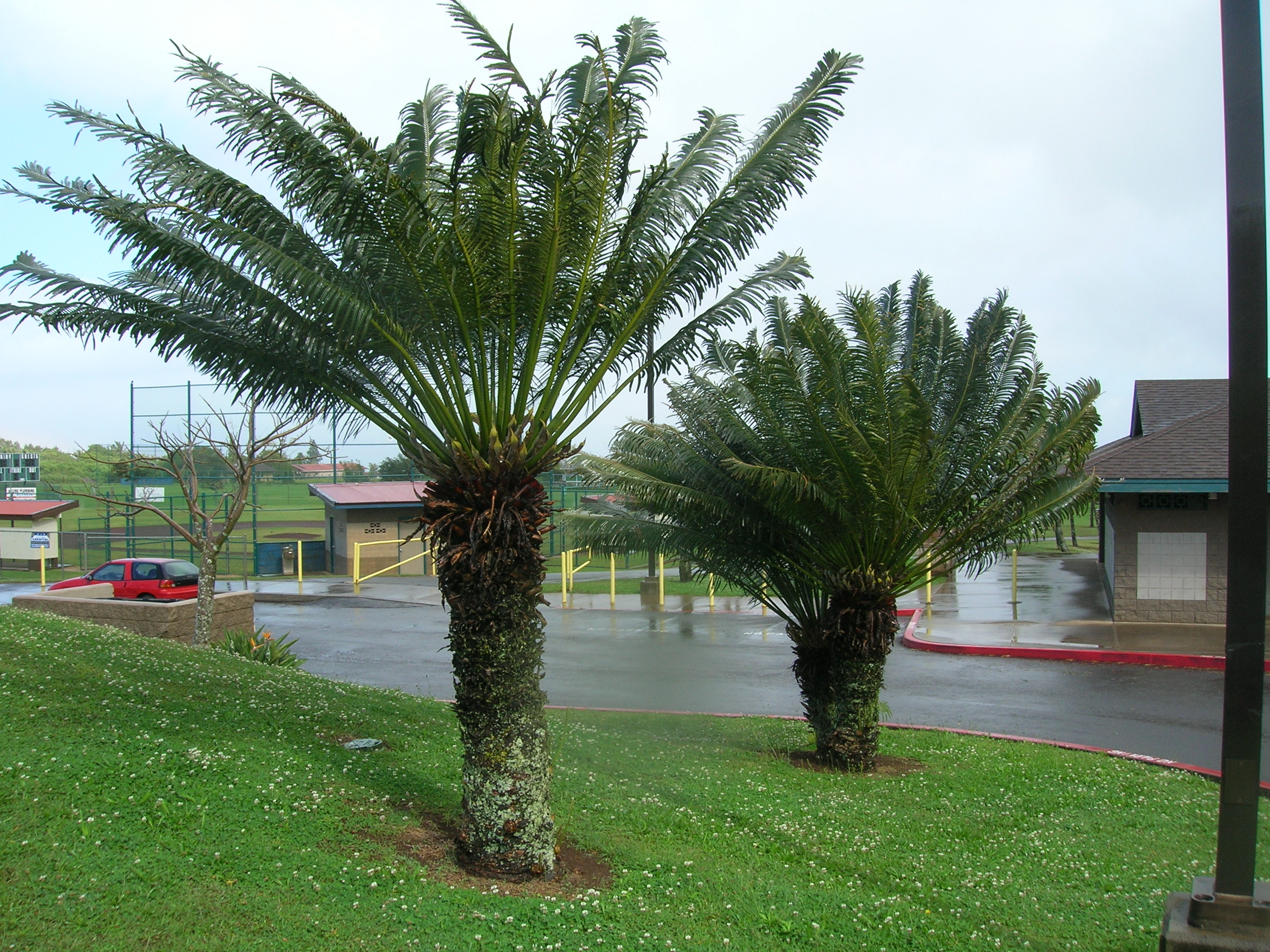
Cycadaceae: Cycas circinalis als Zierpflanze auf Maui

In fast allen Gebieten, in denen Palmfarne natürlich vorkommen, wurden oder werden sie als Stärke-Lieferanten genutzt. Die ältesten Funde stammen aus Australien und sind 6000 bis 7000 Jahre alt. Genutzt werden sowohl die Samen wie auch das Mark der Stämme bzw. Knollen.
Die Calusa, Seminolen und Tequesta im Südosten der Vereinigten Staaten stellten aus Zamia integrifolia einen Pudding her. Die Wasanya in Kenia stellen aus den Samen von Encephalartos hildebrandtii ein Mehl her, das lange haltbar ist. Auf Ryūkyū wurde in Jahren, in denen die Soja-Ernte ausfiel, Miso aus den Samen und Stämmen von Cycas revoluta hergestellt. 100 Kilogramm Samenkerne liefern 27 Kilogramm Stärke. Auf Neuguinea, Philippinen, Fidschi, Nikobaren und Sri Lanka, in Indien, Südostasien, von Mexiko bis Peru werden die Palmfarne nach wie vor gelegentlich genutzt.
In Florida wurde zwischen 1845 und 1920 Stärke aus Zamia integrifolia auch industriell gewonnen, wobei die Verfahren auf denen der Seminolen beruhten. Die Produktion einer einzelnen Mühle betrug 1850 136 Tonnen im Jahr, um 1900 erzeugte eine Mühle rund elf Tonnen pro Woche. 1920 wurde die letzte Mühle geschlossen, wahrscheinlich, weil die Bestände der Palmfarne durch die Ausbeutung stark geschrumpft waren. Im gleichen Zeitraum gab es auch Mühlen in der Dominikanischen Republik. Ab 1921 gab es in New South Wales eine Anlage, die Stärke aus dem Mark von Macrozamia communis produzierte, nach etlichen Jahren aber wieder geschlossen wurde.
Auf Ryūkyū wurde die Stärke aus Cycas revoluta auch zu einem Sake-ähnlichen Getränk vergoren. In Afrika wurde aus dem Mark verschiedener Encephalartos-Arten ein bierartiges Getränk hergestellt. In Sonora wurde aus Dioon sonorense ein Tequila-artiges Getränk destilliert. Als die Art zu selten wurde, endete die Nutzung.
Durch ihren Gehalt an giftigen Substanzen kam es immer wieder zu akuten und chronischen Vergiftungen. Sie können Leberschäden und die unheilbare Nervenkrankheit ALS verursachen sowie Krebs auslösen.
Etwa acht bis zehn Arten werden weit verbreitet als Zierpflanzen gezogen, vorwiegend in subtropischen Gebieten, da die Pflanzen nicht winterhart sind. Darüber hinaus werden die Blätter zu Dekorationszwecken verwendet. Weit verbreitet ist ihre Nutzung als „Palmwedel“ am Palmsonntag. In Mexiko werden ganze Kronen abgeschlagen und die Blätter nach unten gebogen und zusammengebunden, sodass sie wie eine Krone wirken. Wenn die zurückbleibenden Stämme überleben, brauchen sie 10 bis 15 Jahre zur Regeneration; während dieser Zeit bilden sie keinen Zapfen.

## Belege
- Loran M. Whitelock: The Cycads. Timber Press, Portland 2002. ISBN 0-88192-522-5 (Merkmale, Fortpflanzung, Entwicklung)